# Objektiv (Optik)

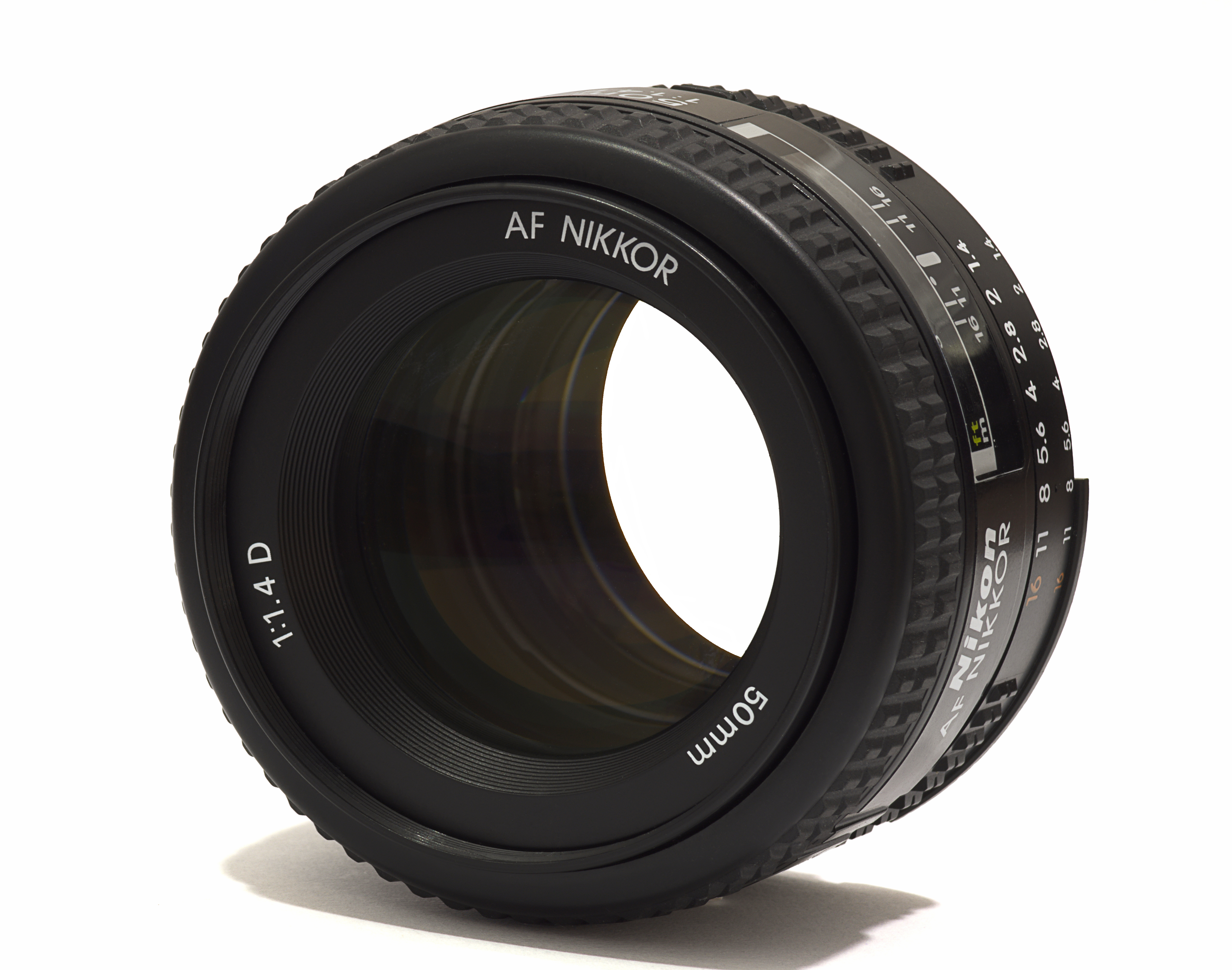
Lichtstarkes Foto-Normalobjektiv mit maximal geöffneter Blende

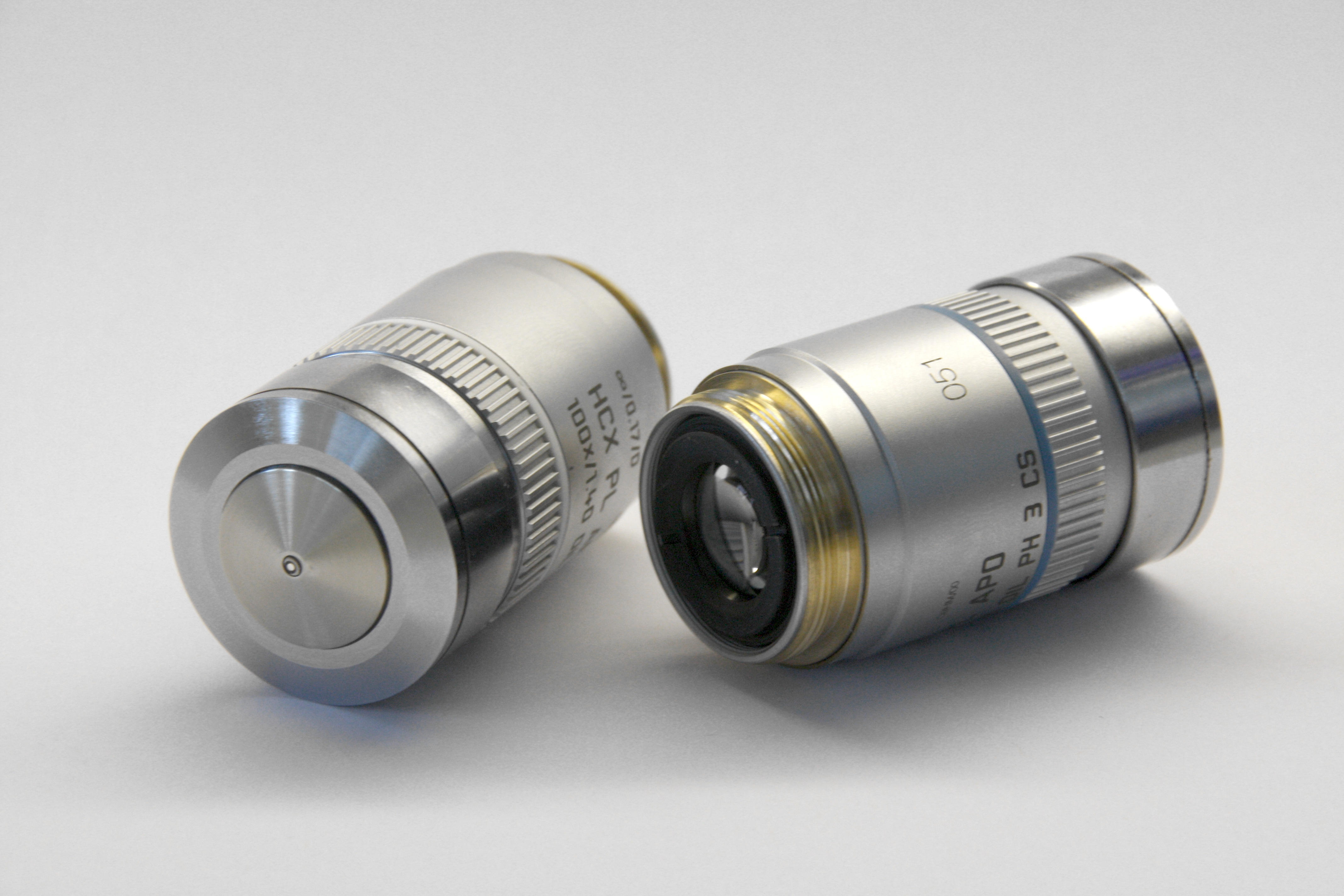
Zwei hochauflösende Mikroskopobjektive

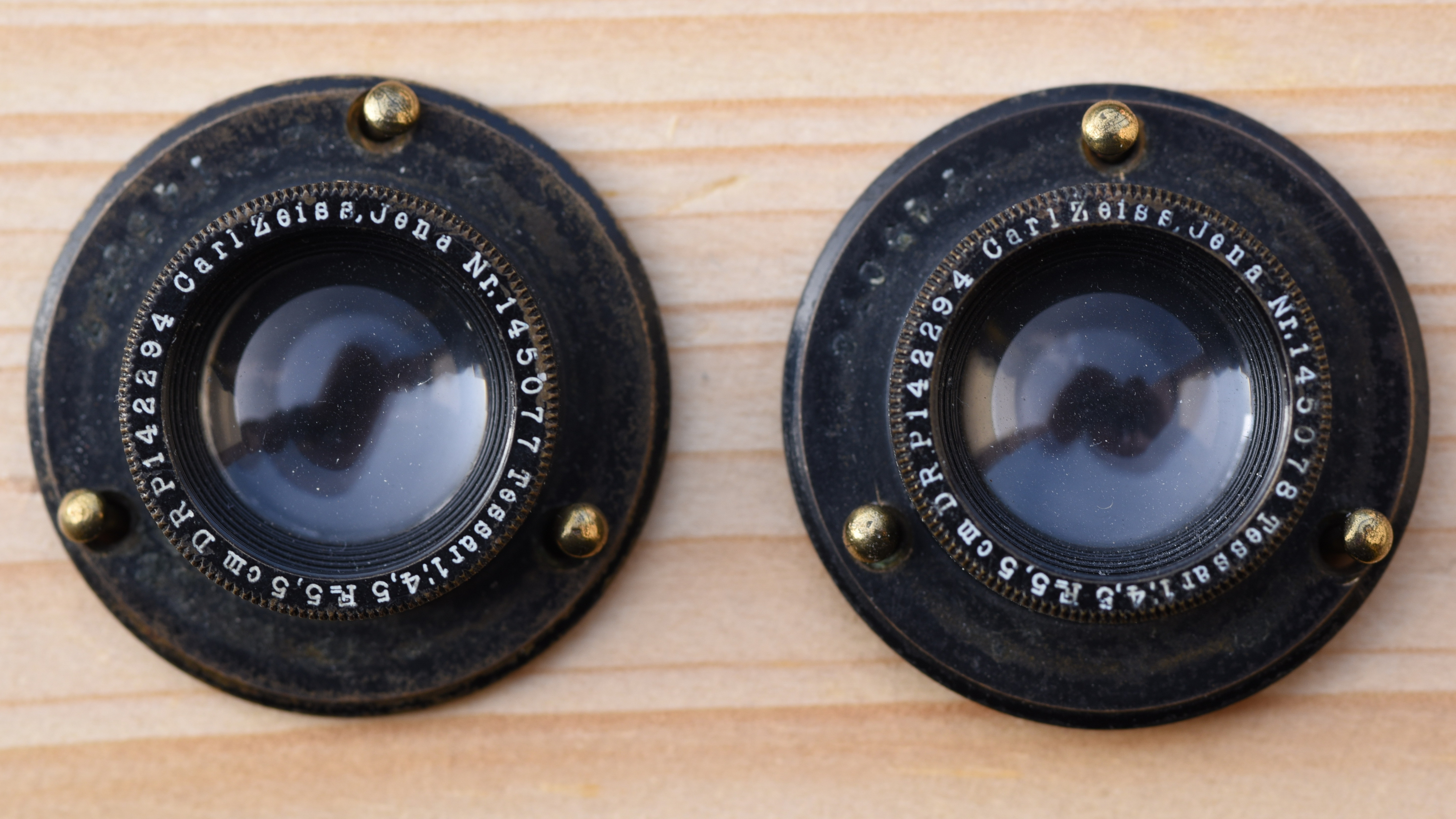
2 historische Objektive Carl Zeiss, Jena, Nr. 145077 und Nr. 145078, Tessar 1:4,5 F=5,5 cm DRP 142294 (Baujahr vor 1910)

Ein Objektiv ist ein sammelndes optisches System, das eine reelle optische Abbildung eines Gegenstandes (Objektes) erzeugt. Es ist die wichtigste Komponente abbildender optischer Geräte, zum Beispiel von Kameras, Ferngläsern, Mikroskopen, Projektoren oder astronomischen Teleskopen. Das Wort Objektiv ist eine verkürzte Form von Objektivglas, das seit dem 18. Jahrhundert bezeugt ist. Das Objektivglas steht dabei zwischen Objekt und Abbildung.

## Eigenschaften
Das einfachste Objektiv ist eine einzelne Sammellinse, wie sie um 1608 die ersten Fernrohre hatten. Bestandteile eines Objektivs können jedoch sowohl Linsen, als auch Spiegel oder (seltener) Beugungsgitter sein, die sich je nach Einsatzzweck in einem oder mehreren Tuben befinden, die innen geschwärzt und gerippt sind, um Streulicht zu reduzieren. Die Hauptmerkmale eines Objektivs sind dessen Brennweite, die für einen gegebenen Objektabstand den Abbildungsmaßstab bestimmt, und die Apertur (freie Öffnung der Frontlinse).
Weitere wichtige Eigenschaften sind die Abbildungsqualität, die durch eine geeignete Kombination mehrerer Linsen unterschiedlicher Brechungsindizes, Dicken und Krümmungsradien bestimmt wird und zur Verringerung optischer Abbildungsfehler dient, sowie die Streulichtempfindlichkeit, die möglichst gering sein sollte. Die Streulichtempfindlichkeit ist vor allem bei Gegenlicht wichtig und kann durch geschwärzte Blenden und Vergütung vermindert werden.
Weitere Eigenschaften sind die fotografische Lichtstärke (Öffnungsverhältnis) und die Naheinstellgrenze, welche bestimmt, wie nah man an das Motiv „herangehen“ kann (siehe Makro-Objektiv).
In Kamerasystemen wird der mechanische, elektrische und elektronische Anschluss von Objektiven an ein Kameragehäuse festgelegt. Der Objektivanschluss wird in der Regel mit einem Objektivgewinde oder mit einem Objektivbajonett realisiert. Über die elektrischen Anschlüsse können elektrische Komponenten des Objektivs, wie zum Beispiel Motoren für die Veränderung der eingestellten Objektweite, die Veränderung der Brennweite oder die Bildstabilisierung mit Energie versorgt werden. Über die elektronischen Anschlüsse kann unidirektional oder bidirektional digitale Information zwischen Objektiv und Kameragehäuse ausgetauscht werden. Es gibt hierfür Autofokus-Objektive, bei denen die Entfernungseinstellung mit Hilfe von elektrischen Motoren gesteuert oder geregelt werden kann. Ferner kann auch die Brennweite bei Objektiven mit verstellbarer Brennweite (siehe Zoomobjektiv) über Motoren eingestellt werden.
Objektive aus digitalen Kamerasystemen sind in der Regel mit digitaler Technik ausgestattet und in der Lage, über digitale Schnittstellen mit dem Kameragehäuse zu kommunizieren.

## Brennweite und Scharfstellung
Die Größe des Bildes wird von der Brennweite f der Linse und dem Abstand g zwischen Gegenstand und Linse bestimmt. Als Näherung gilt, dass Gegenstände, die optisch „im Unendlichen“ liegen (als Faustformel: Entfernungen größer als das 20fache der Brennweite), direkt in der Fokalebene des Objektivs abgebildet werden, die auch seinen Brennpunkt (Fokus) enthält. Näher gelegene Objekte bilden sich erst etwas hinter dem Brennpunkt ab, wobei sich diese Bildweite b vereinfacht aus der Entfernung (Gegenstandsweite g) und der Linsengleichung ergibt
{\displaystyle {\frac {1}{b}}+{\frac {1}{g}}={\frac {1}{f}}}.
Ebenso wie das Objekt ist das erzeugte Bild dreidimensional. Es kann aber nur in einer Ebene, der Bildebene, betrachtet bzw. fotografiert werden und erfordert daher – je nach Entfernung des Objekts – eine Scharfeinstellung (Fokussierung):
- bei Fernrohren und Ferngläsern durch Verschieben des Okulars (das die Funktion einer Lupe hat)
- bei Kameras durch Verschieben von Linsen oder optischer Gruppen im Objektiv
- bei Mikroskopen durch Verschieben des ganzen optischen Systems (Veränderung von g).

Verschoben wird über ein feines Gewinde entweder manuell oder, bei Geräten mit Autofokus, durch kleine Schrittmotoren. Frühere Kameras hatten einen auf Metallstangen laufenden Auszug (Balgen), der manchmal auch für Objektive verschiedener Brennweite zu benutzen war. Das Balgenprinzip wird auch heute noch in der Großbild- und Makrofotografie genutzt.

## Systematik
Man unterscheidet Objektive primär nach ihrem Verwendungszweck:
- Fotografisches Objektiv: Kamera- oder Fotoobjektiv (für Himmelsaufnahmen: Astrograf)
- Feldstecher- und Fernrohrobjektiv (bei Fernrohren)
- Hauptspiegel oder Teleskopspiegel (bei Spiegelteleskopen)
- Mikroskopobjektiv
- Projektionsobjektiv (für Dia- und andere Projektoren).

### Systematik von Fotoobjektiven
Es gibt keine größeren Unterschiede im Prinzip von Fotoobjektiven und Objektiven, die in anderen Geräten verwendet werden. Allerdings gibt es Abweichungen in einigen Details im Design und in der Konstruktion. Fotoobjektive können austauschbar (Wechselobjektiv) oder permanent an Fotokameras angebracht sein.

#### Nach Bildwinkel
Bei Fotoobjektiven unterscheidet man weiter nach dem Bildwinkel, der bei gegebenem Bildformat die Brennweite bestimmt:
| Typ                | typischer Bildwinkel | typische Brennweiten (bei Kleinbildformat, 36 mm × 24 mm, sonst Formatfaktor beachten) | Zweck |
| ------------------ | -------------------- | -------------------------------------------------------------------------------------- | --- |
| Normalobjektiv     | 40° bis 55°          | 40 bis 60 mm                                                                           | Das Bild wirkt auf normalen 10×15-Abzügen ohne die Effekte, die bei Weitwinkel- oder Teleobjektiven vorhanden sind. |
| Teleobjektiv       | 2° bis 35°           | 65 bis 1200 mm (teils noch mehr)                                                       | Sport- und Naturfotografie, für Porträts sind 85 bis 100 mm üblich, für Wildtier-Fotografie sehr lange Brennweiten |
| Weitwinkelobjektiv | 63° bis 114°         | 14 bis 35 mm                                                                           | Reportagefotografie, weite Szenen können mit hoher Tiefenschärfe abgebildet werden; Landschaftsfotografie |
| Fischaugenobjektiv | meist 180°           | 8/16 mm (zirkular/Vollbild)                                                            | erfasst komplettes Gesichtsfeld mit der für den Bildwinkel erforderlichen Verzeichnung; künstlerische Effekte; Überwachungskameras, Spezialanwendungen wie die Messung der Bewölkung oder der Abdeckung des Himmels, die durch Baumblätter entsteht. |
| Zoomobjektiv       | unterschiedlich      | Objektive sind verstellbar (z. B. 24 bis 85 mm oder 70 bis 300 mm)                     | Situationen, in welchen Objektivwechsel umständlich sind (z. B. Vogelbeobachtung); Fotografie mit kompakter Ausrüstung |

Zoomobjektive werden manchmal, wegen ihrer variablen Brennweite, nach dem relativen Brennweitenbereich kategorisiert (z. B. Zoomobjektiv 1:3 oder 3x Zoom, der Zoomfaktor entspricht der größten Brennweite dividiert durch die kleinste Brennweite). Sie sind umso schwerer und teurer, je lichtstärker sie sind und je besser Abbildungsfehler korrigiert werden. Des Weiteren gibt es Zoomobjektive, die sich an professionelle Fotografen richten und über den ganzen Brennweiten-Bereich dieselbe (relativ kleine) Blendenzahl aufweisen (z. B. 2,8), anstatt dass sich mit zunehmender Brennweite die Blendenzahl vergrößert (z. B. 4 bis 5,6).

#### Nach Bauart
- Objektive mit integrierter Bildstabilisierung
- Cine-Objektiv
- Electric-Objektive (mit elektrischer Übertragung von Blendenwert etc. an die Kamera).
- Infrarotobjektiv
- Makroobjektiv
- Objektivanschluss
- Spiegellinsenobjektiv
- Tilt-und-Shift-Objektiv
- Vorsatzobjektiv

## Grundkonstruktionen
- Achromat
- Anamorphot
- Aplanat
- Apochromat
- Aristostigmat
- Biogon
- Biotar
- Cooke-Triplet
- Diffraktives Objektiv
- Distagon
- Frontar
- Gaußsches Doppelobjektiv
- Heliar
- Hypergon
- Lochkameraobjektiv

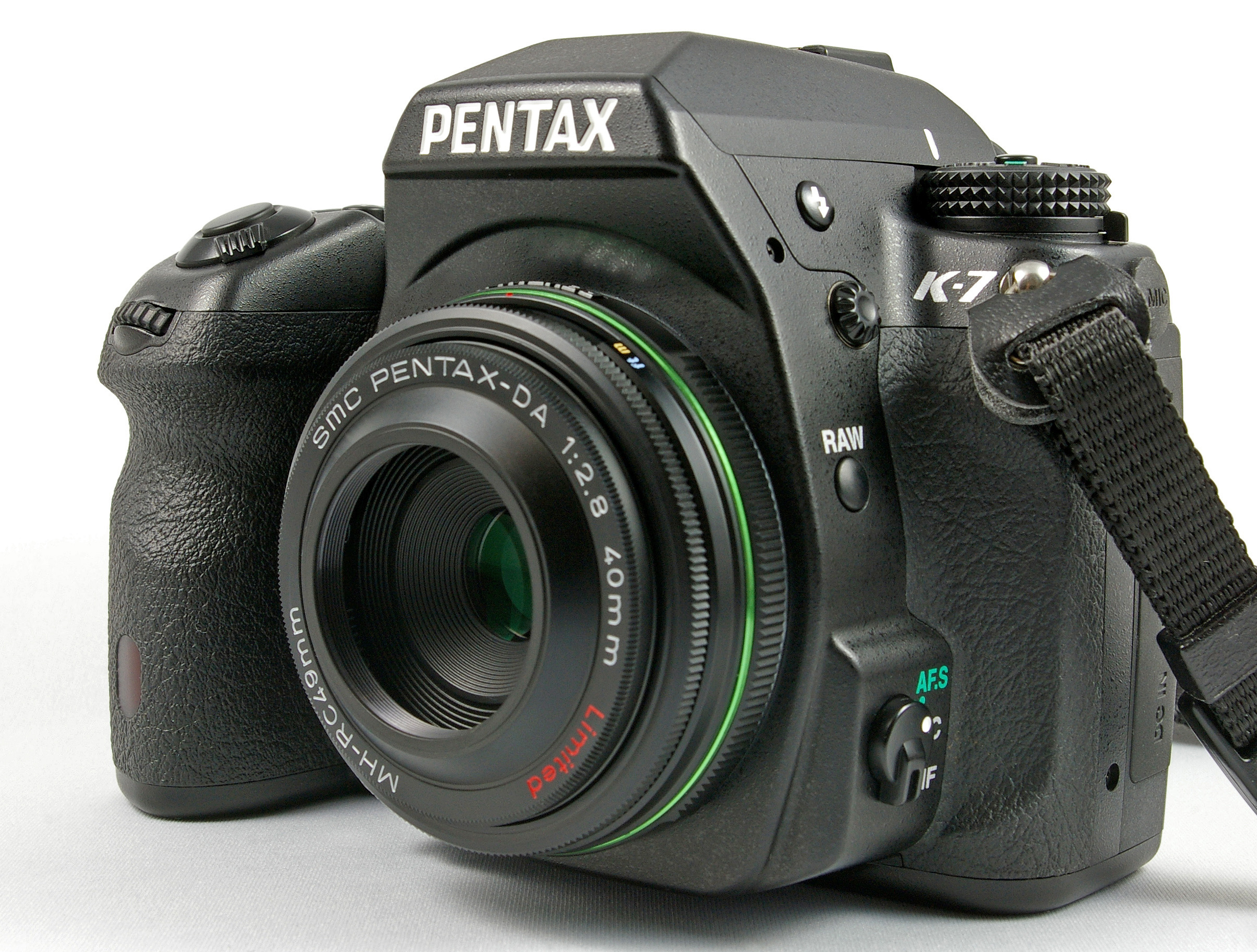
Ein an einer DSLR montiertes Wechselobjektiv mit sehr kurzer Baulänge, ein sogenanntes „Pancake“ (inkl. Streulichtblende)

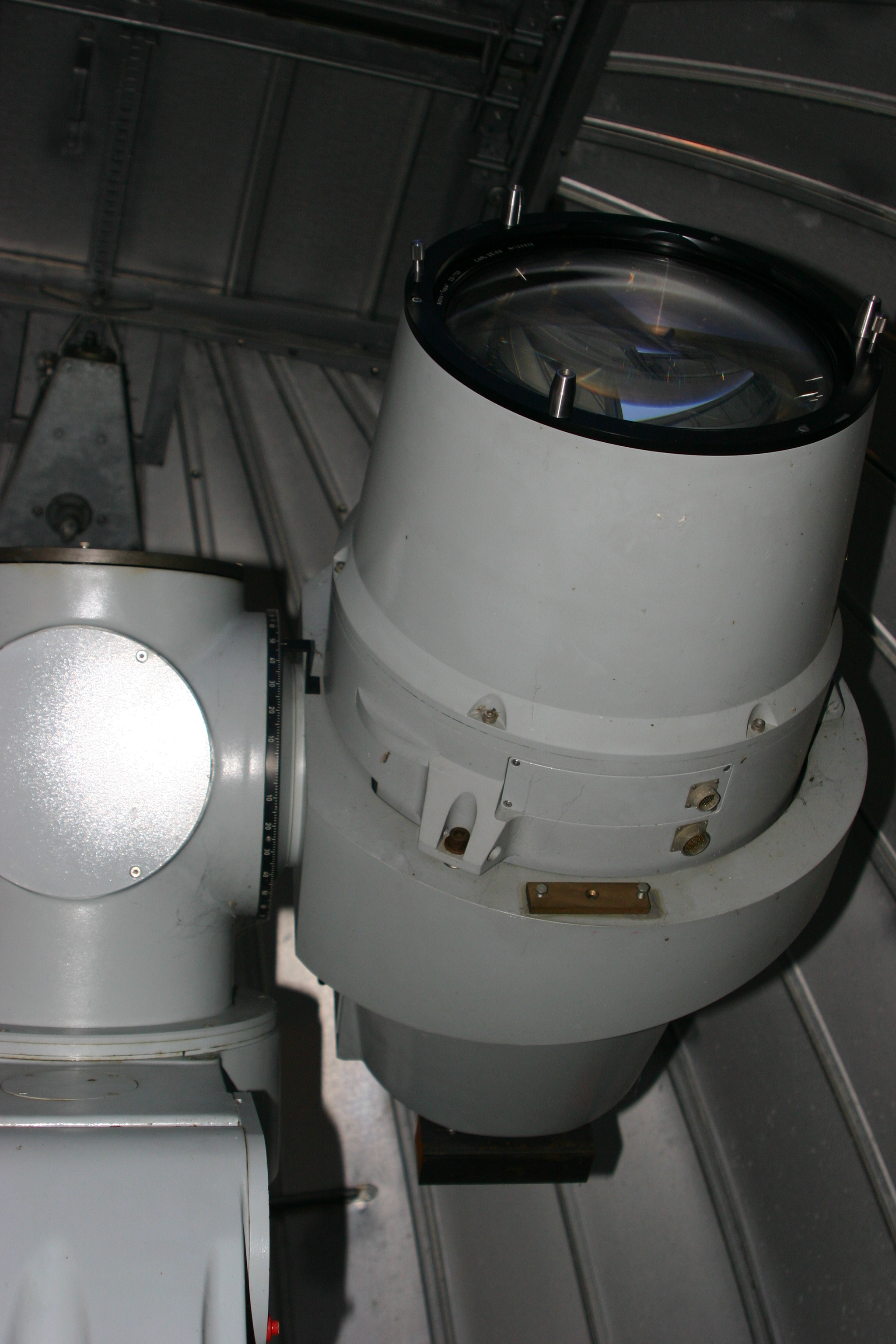
Das 30-cm-Objektiv (1:2,5/75 cm) der Satellitenkamera BMK 75 von Zeiss Oberkochen

- Pankratisches System (umgangssprachlich: „Zoomobjektiv“)
- Petzvalobjektiv
- Periskop (Objektiv) (Symmetrisches Doppelobjektiv)
- Plasmat
- Protar
- Sonnar
- Telezentrisches Objektiv (Messtechnik)
- Tessar

### Konstruktion von Fotoobjektiven

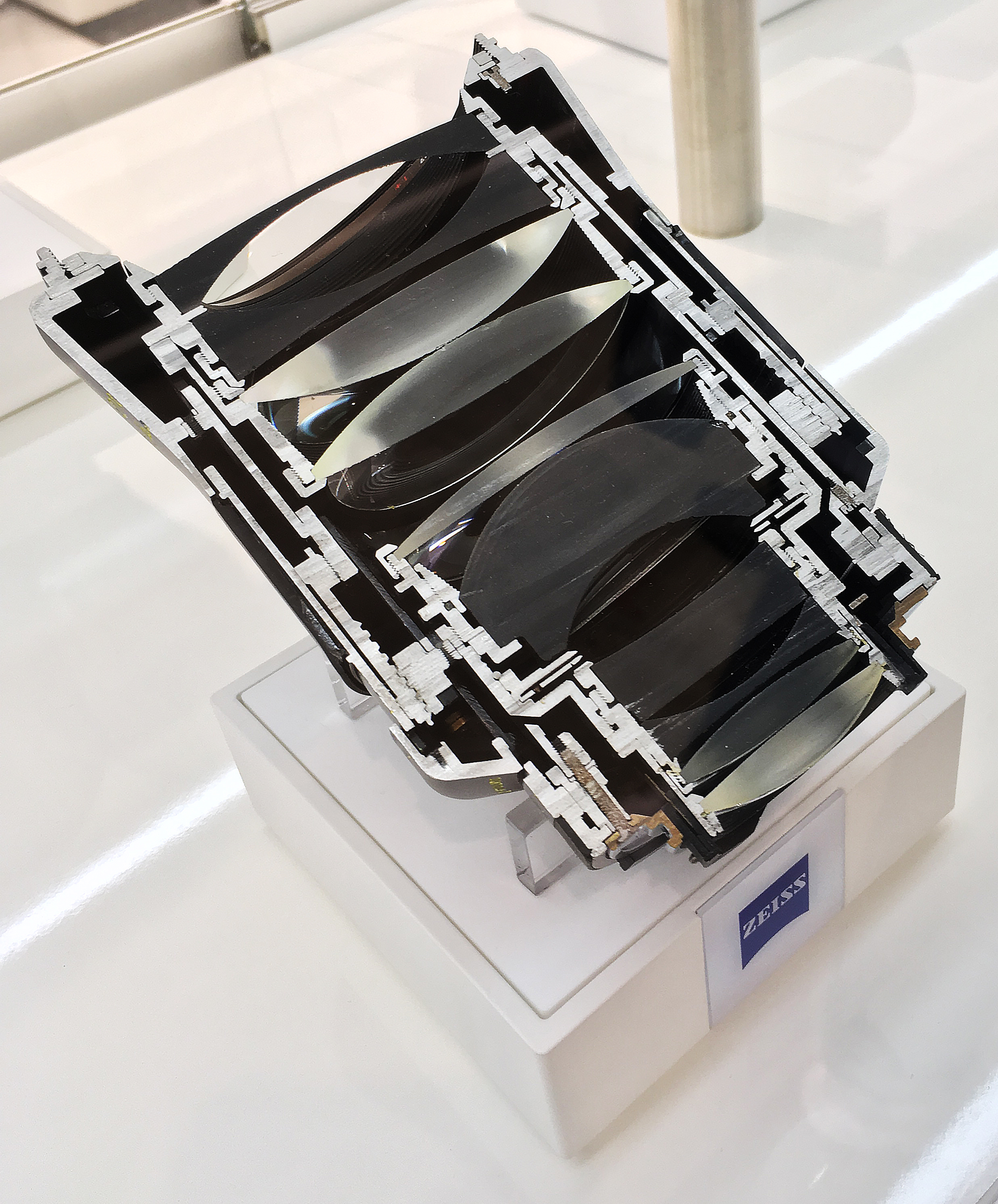
Schnittmodell eines Objektives

Ein Fotoobjektiv kann aus einer Anzahl unterschiedlicher Elemente bestehen. Die ursprünglichste Form, bestehend aus einem Element, findet man in der Boxkamera „Brownie“ von Kodak. Komplexere Zoomobjektive können über 20 Linsen aufweisen, von denen teilweise manche aneinander fixiert sind und weitere Linsen gegeneinander verschiebbar sind.
Die an der Front positionierte Linse ist ein Schlüsselelement für die Performance eines Fotoobjektivs. Dieses Bauteil ist in allen modernen Objektiven beschichtet, um Abrasion, Lens Flare und Oberflächenreflexionen zu reduzieren, sowie um die Farbintensität zu regulieren. Da solche Effekte oftmals allerdings gewünscht sind, lassen sich die Eigenschaften von Fotoobjektiven durch das Vorschalten spezieller Filter (Polarisationsfilter, UV-Filter) nochmals modulieren. Um Aberrationen zu vermeiden, ist die Kurvatur stets so gewählt, dass der Einfallswinkel dem Brechungswinkel entspricht, was bei Zoomobjektiven allerdings nicht vollkommen umsetzbar ist.
Als Baustoff für Linsensysteme ist Glas aufgrund seiner guten optischen Eigenschaften weit verbreitet. Andere Materialien sind Quarzglas, Fluorite, Kunststoffe wie Plexiglas und auch Stoffe wie Germanium oder Meteoritenglas. Kunststoffe erlauben die Produktion von asphärischen Linsenelementen, die aus Glas sehr schwierig zu produzieren sind und die Handhabung des Objektivs vereinfachen können. Die äußeren Linsenelemente sind in hochwertigen Objektiven nicht aus Kunststoffen gefertigt, da sie leichter zerkratzen als Glas.
Das Auflösungsvermögen solcher Systeme wird durch das verbaute Material, die Beschichtung und die Verarbeitung bestimmt, und kann beispielsweise durch das USAF-Chart festgestellt werden. Die Auflösung ist durch die Diffraktion begrenzt, allerdings gibt es nur sehr wenige (und sehr teure) Objektive, die sich an die Diffraktionslimitierung annähern. Moderne Linsensysteme sind mit zahlreichen Beschichtungen versehen, um ungewünschte Eigenschaften zu minimieren (beispielsweise UV-Beschichtung).
Der Fokus des Linsensystems wird durch die Distanz der Linse zur Objektebene eingestellt. Ein eingebautes Kamerasystem kann in manchen Systemen die Distanz zwischen den Systemen adjustieren, während das Objektiv auf ein Objekt fokussiert. Diese Technologie wird von den Herstellern unterschiedlich genannt (Close Range Correction, Floating System, Floating Lens Element etc.).

## Verwendung
Ein Projektor benutzt ein Objektiv, um ein stehendes oder bewegtes Bild vergrößert auf eine Bildwand zu projizieren.
In einem Mikroskop oder einem Teleskop betrachtet man das durch das Objektiv erzeugte reelle Bild sehr kleiner oder weit entfernter Objekte durch ein Okular, ein weiteres Linsensystem. Beim Mikroskop hat das Objektiv verglichen mit dem Okular eine kurze Brennweite, beim Teleskop hat es die größere Brennweite. Bei beiden liegt die Bildebene in der Nähe des Okulars.
Das Objektiv ist Teil von Fotoapparaten, Digital- und Videokameras. Es erzeugt dort ein reelles Bild in der Bildebene, wo sich der lichtempfindliche Film oder ein Bildsensor befindet.

## Geschichte und Entwicklung
Nach der Verwendung von Lochkameras mit glaslosen Öffnungen (siehe auch Camera obscura), wurden seit dem 17. Jahrhundert auch Glaslinsen für die Erzeugung von reellen Bildern benutzt. Um die Abbildungseigenschaften von optischen Geräten zu verbessern, wurden Objektive mit geeigneten Linsenkombinationen entwickelt.

### Teleskopobjektive
Die Suche nach leistungsfähigen Objektiven wurde anfangs von den Bedürfnissen der Astronomie bestimmt. Die ersten Objektive waren noch einteilige Sammellinsen aus Glas und zeigten starke chromatische und sphärische Aberrationen. Es gab verschiedene Weiterentwicklungen, um diese zu beseitigen oder zu minimieren:
- die Verwendung langer Brennweiten mit kleinen Öffnungen, wie das Luftteleskop von Johannes Hevelius mit 45 m Länge, Mitte des 17. Jahrhunderts,
- um 1668 das Spiegelobjektiv von Newton, welches durch die Verwendung eines Hohlspiegels prinzipbedingt keine chromatische Aberration aufweist. Anfang des 18. Jahrhunderts gelang den Brüdern John, George und Henry Hadley die Korrektur der sphärischen Aberration bei Spiegelobjektiven durch eine parabolische anstelle der wesentlich einfacher herzustellenden sphärischen Oberfläche.
- ebenfalls Anfang des 18. Jahrhunderts die Entwicklung von Achromaten, zwei miteinander verbundenen Linsen aus unterschiedlichen Glassorten, welche die chromatische Aberration bei zwei Wellenlängen vollständig korrigiert und in dem umliegenden Bereich minimiert. Dieser Verbund zweier Linsen minimiert zudem die sphärische Aberration.

Die Herstellung großer achromatischer Linsen gelang erst Anfang des 19. Jahrhunderts. Gegen Ende des 19. Jahrhunderts wurden dann Teleskop-Objektive mit Linsen von einem Durchmesser bis zu einem Meter gebaut, Spiegelteleskopobjektive mit einem Durchmesser von beinahe 2 Meter.
Karl Schwarzschild untersuchte um 1900 Abbildungsfehler in Teleskopobjektiven, seine Analysen führten George Willis Ritchey und Henri Chrétien zu der nach ihnen benannten Spiegelkonfiguration, welche die dominantesten Abbildungsfehler minimierte und Beobachtungen mit größerem Bildwinkel zuließ. Diese Konfiguration diente als Grundlage vieler moderner Spiegelteleskope, bis hin zu einem Durchmesser von annähernd 10 Metern.

### Mikroskopobjektive

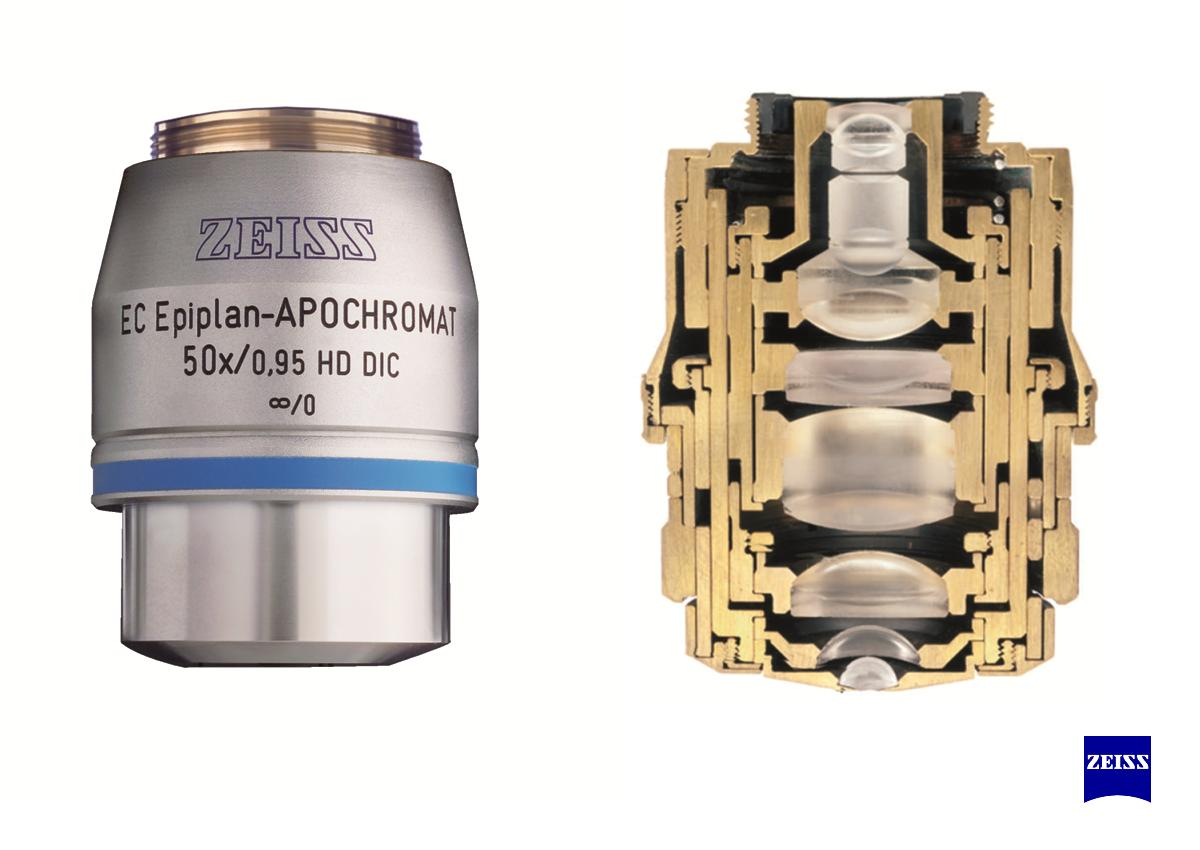
Modernes, apochromatisches Mikroskopobjektiv

Mikroskope, zusammengesetzt aus Objektiv und Okular, waren schon seit Anfang des 17. Jahrhunderts bekannt, in der Bildqualität aber einfachen, einer Lupe ähnelnden Mikroskopen unterlegen. Dies änderte sich mit der Verfügbarkeit neuer Glassorten Anfang des 19. Jahrhunderts, mit denen Joseph von Fraunhofer und andere erste chromatisch korrigierte Objektive entwickelten. Ende des 19. Jahrhunderts gelang es Otto Schott, Glassorten zu entwickeln, mit denen er ein apochromatisches, für drei Wellenlängen korrigiertes Objektiv herstellte.
Die einfachsten Vertreter der Mikroskopobjektive sind die für zwei Wellenlängen optimierten Achromate, gefolgt von den Apochromaten, Objektiven mit geebneten Bildfeld z. B. für Mikrofotografie den Plan-Achromaten. Die aufwendigsten und teuersten Objektive sind Plan-Apochromate, die leicht mittlere vierstellige Preise annehmen können. Verschiedene Zwischenstufen werden zum Beispiel mit besonderen Gläsern, wie z. B. die mit Fluoritglas hergestellten Fluotare gebaut. Auch gibt es unterschiedliche Bautypen für unterschiedliche Anwendungen oder Kontrastierungsverfahren. Auf- und Durchlichtobjektive, mit integrierten Ringen für Phasenkontrastierung oder Objektive mit spannungsfrei gelagerten Gläsern für Polarisationsverfahren.
Wichtige Informationen, die auf dem Objektiv gekennzeichnet sein können, sind Hersteller, Objektivklasse, Maßstab, numerische Apertur, Deckglas-Dicke, (mechanische) Tubuslänge, Kontrastmethode und weitere.
Eine Beschriftung gemäß
PlanC

40× / 0,30

∞ / 0,17
kennzeichnet demnach ein Planchromat-Objektiv mit 40-facher Vergrößerung und einer numerischen Apertur von 0,3. Die Tubuslänge ist auf unendlich und die Deckglaskorrektur auf 0,17 mm (Standarddicke) eingestellt.
Eine Bezeichnung der Art
100× / 0,80 / Oil / Ph3

160 / –
weist auf ein Öl-Immersionsobjektiv mit hundertfacher Vergrößerung und numerischer Apertur 0,8 hin, das für Phasenkontrast mit Ringgröße 3 geeignet ist. Tubuslänge wäre 160, gegen Deckglasstörungen ist es unempfindlich.

### Fotografieobjektive

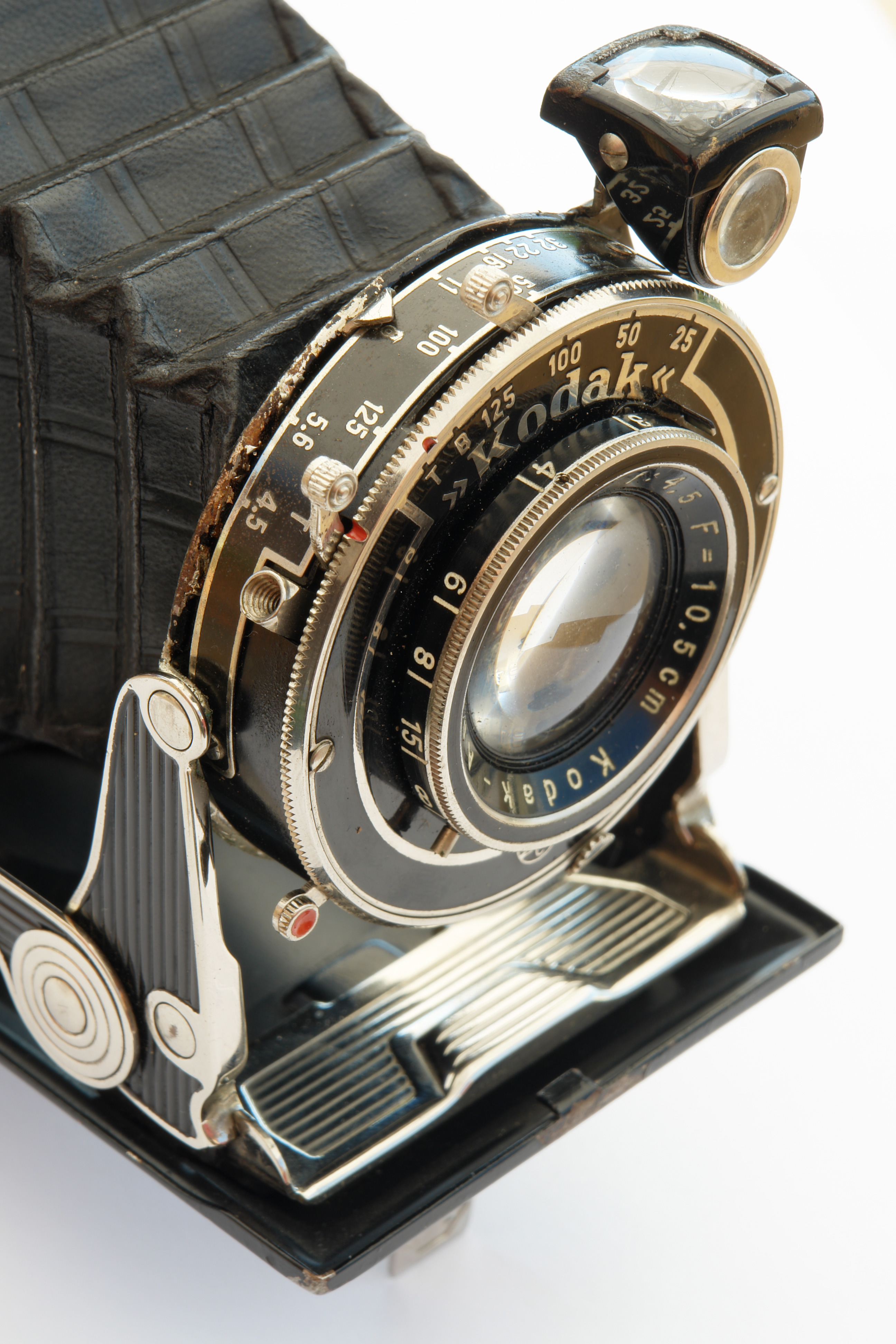
Objektiv einer Mittelformat-Reisekamera aus den 1930er Jahren

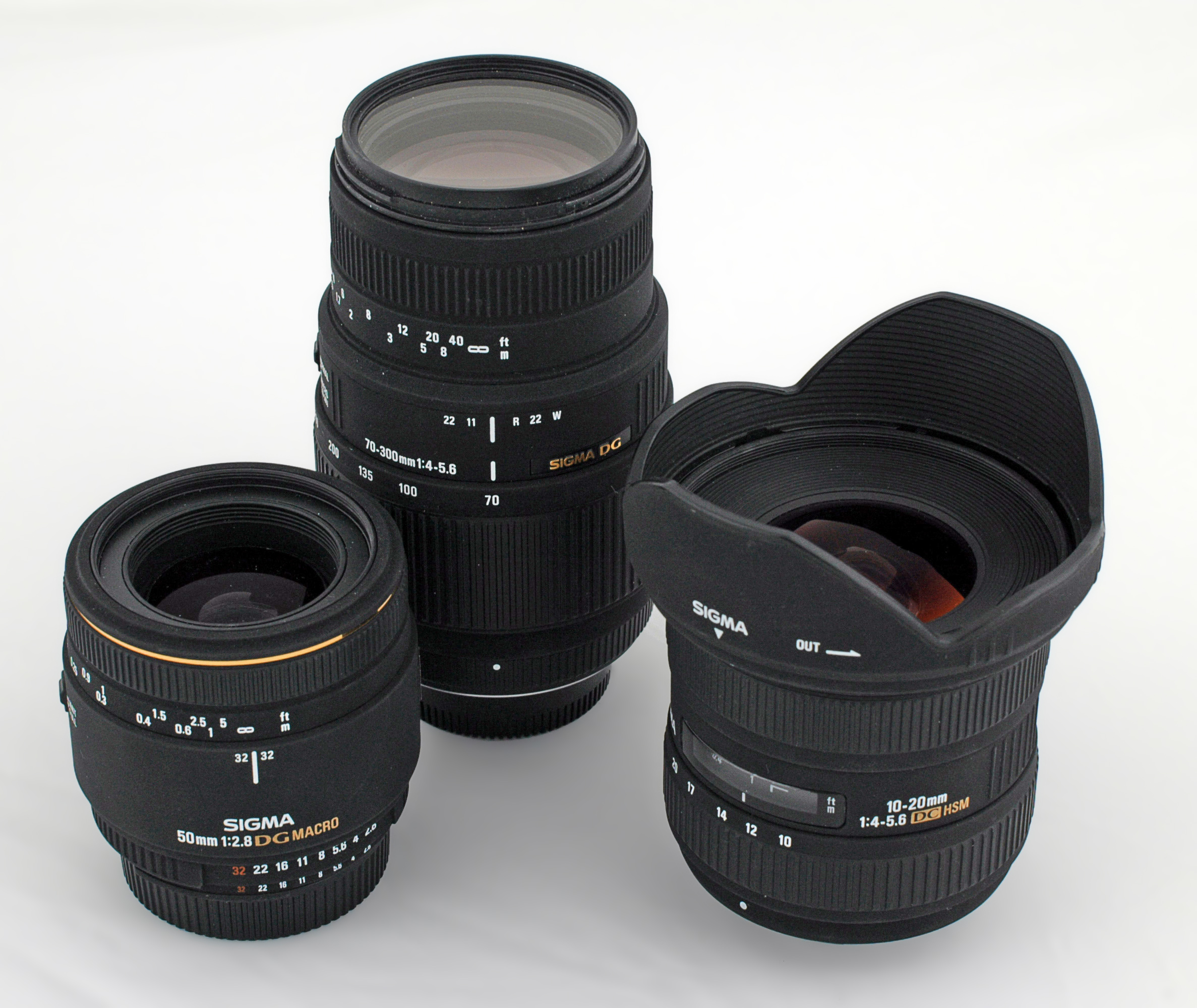
Drei verschiedene Objektivtypen von Sigma für Autofokus-Spiegelreflexkameras (SLR), ca. 2010. Das linke ist ein für Makrofotografie optimiertes Festbrennweiten-Objektiv mit 50 mm, das rechte ein Zoom für den außergewöhnlich starken Weitwinkelbereich (10-20 mm), das hintere ein Standard-Telezoom mit 70-300 mm Brennweite.

Zum Fortschritt der Fotografie in der zweiten Hälfte des 19. Jahrhunderts trug entscheidend die Fortentwicklung der verwendeten Objektive bei. In den Anfangstagen der Fotografie benutzte man einfache achromatische Linsen, welche zur Erzielung scharfer Bilder stark abgeblendet werden mussten oder ohnehin nur eine geringe Öffnung aufwiesen (größte Öffnung 1:16). Aufgrund dieser Lichtschwäche und der niedrigen Empfindlichkeit des seinerzeitigen Aufnahmematerials ergaben sich sehr lange Belichtungszeiten, die bei Personenaufnahmen zum Teil den Einsatz von Hilfsvorrichtungen zum „Ruhighalten“ der Abgebildeten erforderten.
Ein großer Fortschritt für die Fertigung von Porträts war daher die Erfindung des Petzvalobjektivs um 1840, einem Porträtobjektiv des Wiener Physikers Josef Petzval. Das lichtstarke Objektiv (größte Öffnung bereits 1:3,6) besteht aus zwei Doppellinsensystemen. Es ermöglichte Porträts mit der dafür erforderlichen kurzen Belichtungszeit und hatte einen günstigen Bildwinkel von 20° (leichtes Teleobjektiv). Richtungsweisend beim Petzvalschen Portraitobjektiv war auch der Einsatz mathematischer Verfahren während des Objektiventwurfs. So untersuchte später Ludwig Seidel die Abbildungsfehler der Linsen und veröffentlichte 1866 ein Formelsystem, das die Objektivkonstruktion erleichterte.
Für Landschafts- und Architekturaufnahmen, bei denen es weniger auf hohe Lichtstärke, sondern großen Bildwinkel ankam, wurde aber weiterhin mit kleinen Blendenöffnungen gearbeitet; noch um 1890 brachten zum Beispiel Zeiss und Goerz Konstruktionen mit größten Öffnungen von maximal 1:6,3 oder 1:7,7 auf den Markt. Um 1860 wurden einige spezielle Objektivkonstruktionen für derartige Zwecke entwickelt, die erste war wohl von Thomas Sutton 1858 mit einem 120° Winkel, bald gefolgt von Hugo Adolph Steinheil mit einem aus symmetrischen Menisken bestehenden Periskop, welches er kurze Zeit später zum Aplanat verbesserte. Eine ähnliche Konstruktion wies das Ende des 19. Jahrhunderts entwickelte Hypergon auf, welches aus zwei Menisken gleicher Flächenkrümmung besteht, einen Bildwinkel von 135° besitzt und eine geringe Bildfeldwölbung hat.
In der Folgezeit wurden, abgeleitet von dem Linsen-Triplet und den symmetrischen Konstruktionen (siehe Gaußschen Doppelobjektiv), eine ganze Reihe von Objektiven entwickelt. Schärfe, Abbildungsqualität und auch Lichtstärke waren meist deutlich verbessert. So konstruierte Paul Rudolph bei Zeiss mit dem Protar-Objektiv 1890 den ersten Anastigmaten (maximale Öffnung 1:6,3)
Nach der Jahrhundertwende konnte die Lichtstärke der Objektive sehr beachtlich gesteigert werden. Das erste wirklich lichtstarke Objektiv, mit dem man, allerdings auch aufgrund der Fortschritte bei der Lichtempfindlichkeit des Negativmaterials, auch in Innenräumen ohne zusätzliche Beleuchtung Aufnahmen aus der Hand machen konnte, war wohl das ab 1924 verkaufte Ernostar mit einer Öffnung von 1:2, später 1:1,8. Andere Hersteller boten um 1930 noch bessere Werte an (Zeiss Sonnar, 1:1,5 oder 1:2, Leitz Hektor, 1:1,9, Leitz Summar 1:2 und das Tachon der Astro-Berlin mit anfänglich 1:0,95).
Lange Zeit war eine Begrenzung auf vier Linsengruppen üblich. Eine höhere Anzahl von Gruppen war aufgrund der an den Glasoberflächen auftretenden Reflexionen nicht sinnvoll. Jede reflektierende Glasoberfläche vermindert die Lichtmenge, die auf der photographischen Schicht ankommt. Ein Teil des mehrfach reflektierten Lichts kommt zudem zwar auf der photographischen Schicht an, aber am falschen Ort, und mindert so den Kontrast des Bildes. Einen Durchbruch schaffte die Beschichtung der Linsen mit Antireflexionsschichten, die 1934 von Alexander Smakula bei Zeiss entwickelt wurde. Damit war der Weg frei zu viellinsigen Objektiven, bei denen die Bildfehler minimiert sind, wie beispielsweise das Superachromat, das als Teleobjektiv für vier Wellenlängen korrigiert ist und Schärfe bis zur Beugungsgrenze liefert. Fortschritte in der Computertechnik erleichtern seit Anfang der 1960er Jahre (wie der 1955 in der DDR gebaute OPREMA) die Berechnung solch aufwendiger Optiken.
Seitdem und zwischenzeitlich wurden eine ganze Reihe spezieller Objektivkonstruktionen entwickelt. Im 19. Jahrhundert wurden Konzepte für Zoomobjektive diskutiert, bei denen sich die Brennweite verstellen lässt, das erste Produkt wurde das Bell and Howell Cooke "Varo" 40–120 mm für 35 mm Filmkameras, 1932. Auch bei diesen Objektiven wurde die Abbildungsqualität im Laufe der Jahre verbessert. Aufgrund ihrer Flexibilität wurden sie dann seit 1959 auch für die Fotografie eingesetzt. Lichtstärke und Brennweitenbereich wurde seitdem verbessert, so sind mittlerweile (2008) für HDTV-Kameras professionelle Objektive mit einem Brennweitenverhältnis 1:100 und einer Anfangsapertur von 1,7 verfügbar.
Eine andere Objektivkonstruktion sind sogenannte Retrofokus-Weitwinkelobjektive, die seit 1931 für Film- und seit 1950 für Spiegelreflexkameras eingesetzt werden.
Bei modernen digitalen Kamerasystemen haben manche relativ lichtstarken und hochwertigen Standardzoomobjektive mit einem typischen Zoomfaktor von ungefähr drei eine Qualität erreicht, die sich kaum noch von der Qualität von Objektiven mit fester Brennweite unterscheidet. Darüber hinaus gibt es zunehmend Zoomobjektive mit verhältnismäßig großem Zoombereich, die als Reisezoomobjektive oder Superzoomobjektive bezeichnet werden.

#### Brennweite
Objektive, deren Brennweite etwa der Diagonale des jeweiligen Aufnahmeformats entspricht, werden als Normalobjektive bezeichnet. Sie haben einen Bildwinkel von etwa 53 Grad. Beim Kleinbildformat (digital als Vollformat bezeichnet), auf das sich Brennweitenangaben oft beziehen bzw. umgerechnet werden, beträgt die Diagonale 43,3 mm. Objektive mit kleinerer Brennweite und größerem Bildwinkel werden als Weitwinkelobjektiv bezeichnet, Objektive mit größerer Brennweite und kleinerem Bildwinkel als Fern- oder Teleobjektiv.

##### Brennweite und Perspektive

Mit unterschiedlichen Brennweiten vom gleichen Standort auf APS-Film (C-Maske)
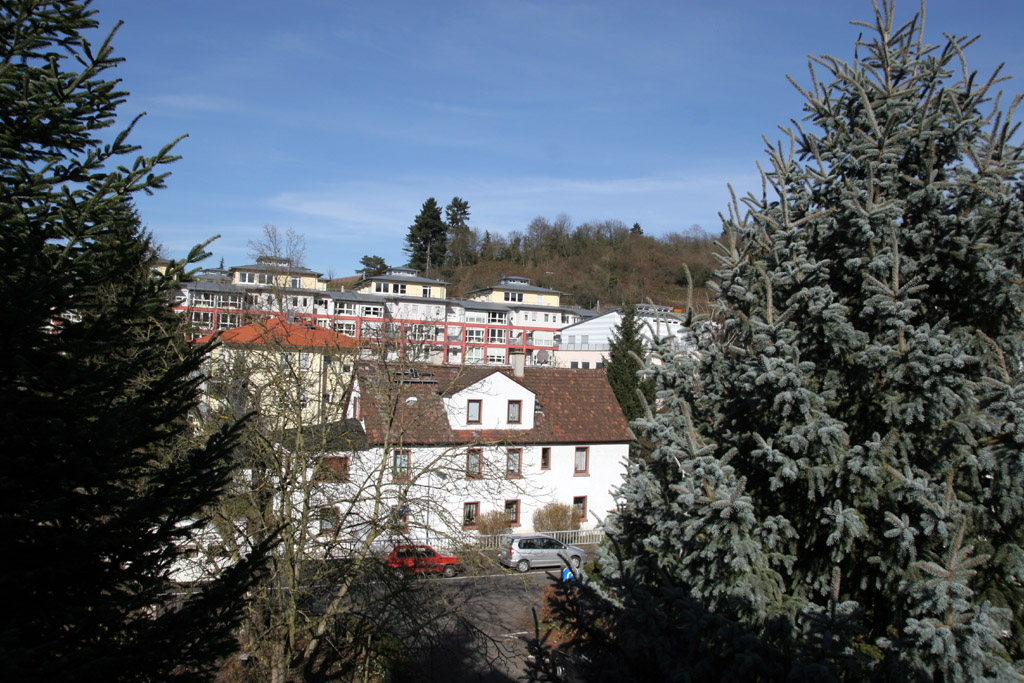
17 mm Brennweite (Weitwinkelobjektiv)
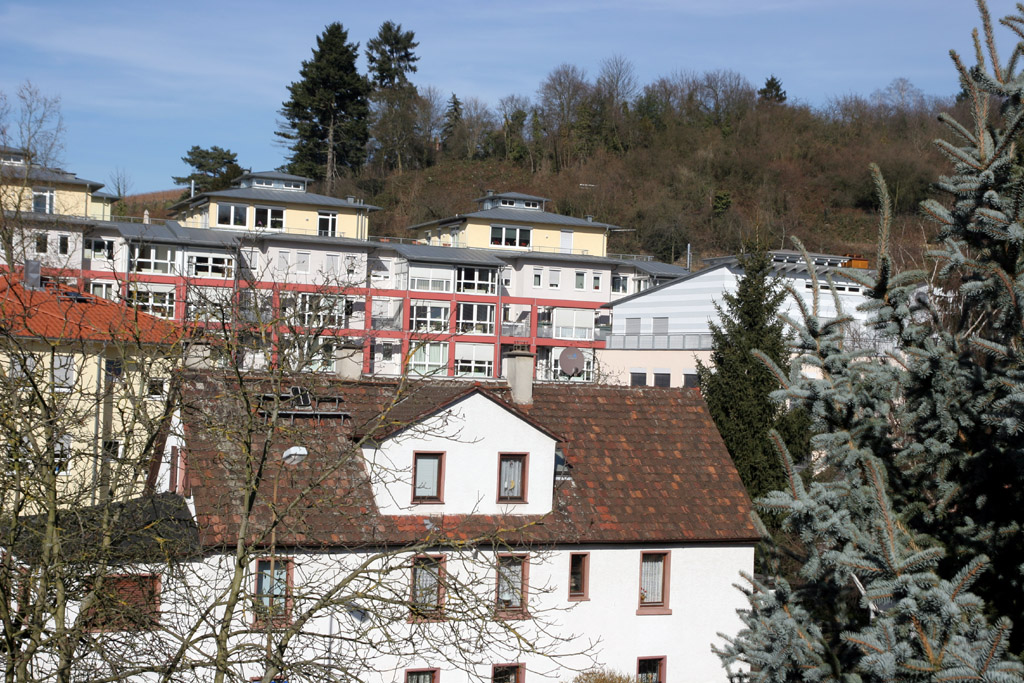
35 mm Brennweite (leichtes Weitwinkelobjektiv)
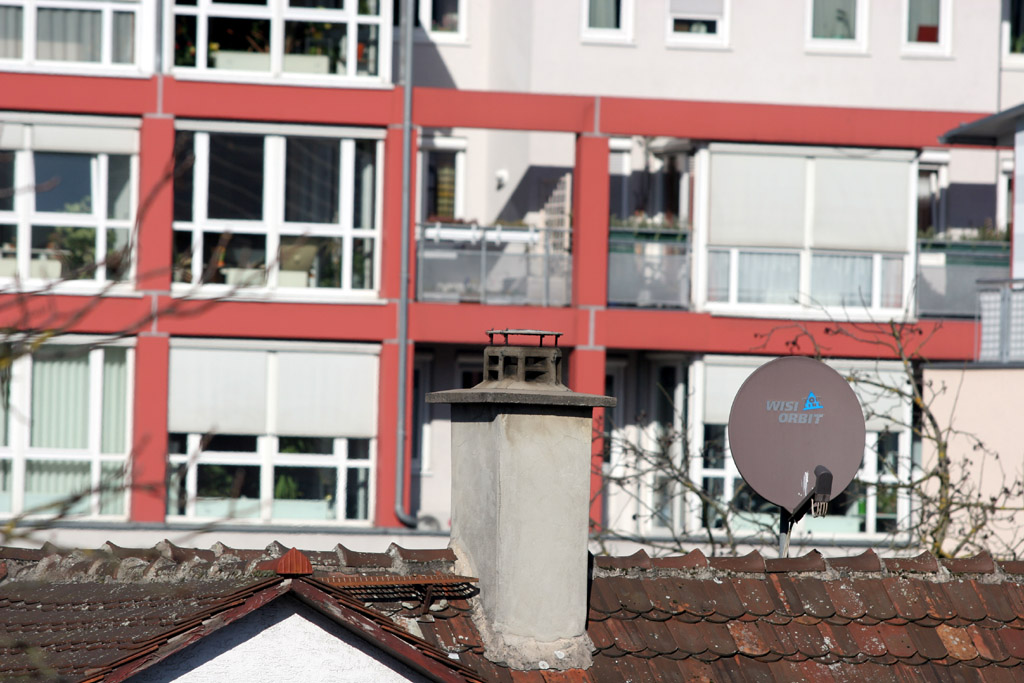
200 mm Brennweite (Teleobjektiv)
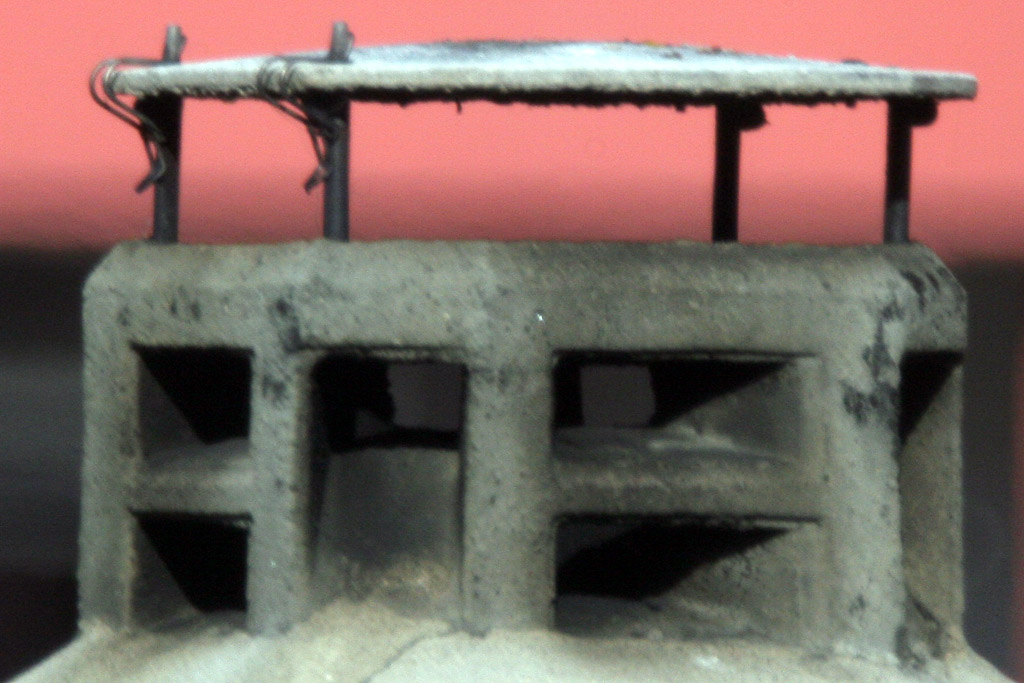
2000 mm Brennweite (starkes Teleobjektiv)

Bei Aufnahmen mit unterschiedlichen Brennweiten vom selben Standort ergibt sich keine Änderung der Perspektive, sondern nur eine Veränderung des Abbildungsmaßstabs. Eine Ausschnittsvergrößerung eines der nebenstehenden Weitwinkelfotos würde exakt dieselbe Perspektive zeigen wie das entsprechende, mit längerer Brennweite aufgenommene Bild. Allerdings ändert sich der Bereich der Schärfentiefe.

unterschiedliche Brennweiten, gleicher Abbildungsmaßstab auf APS-C
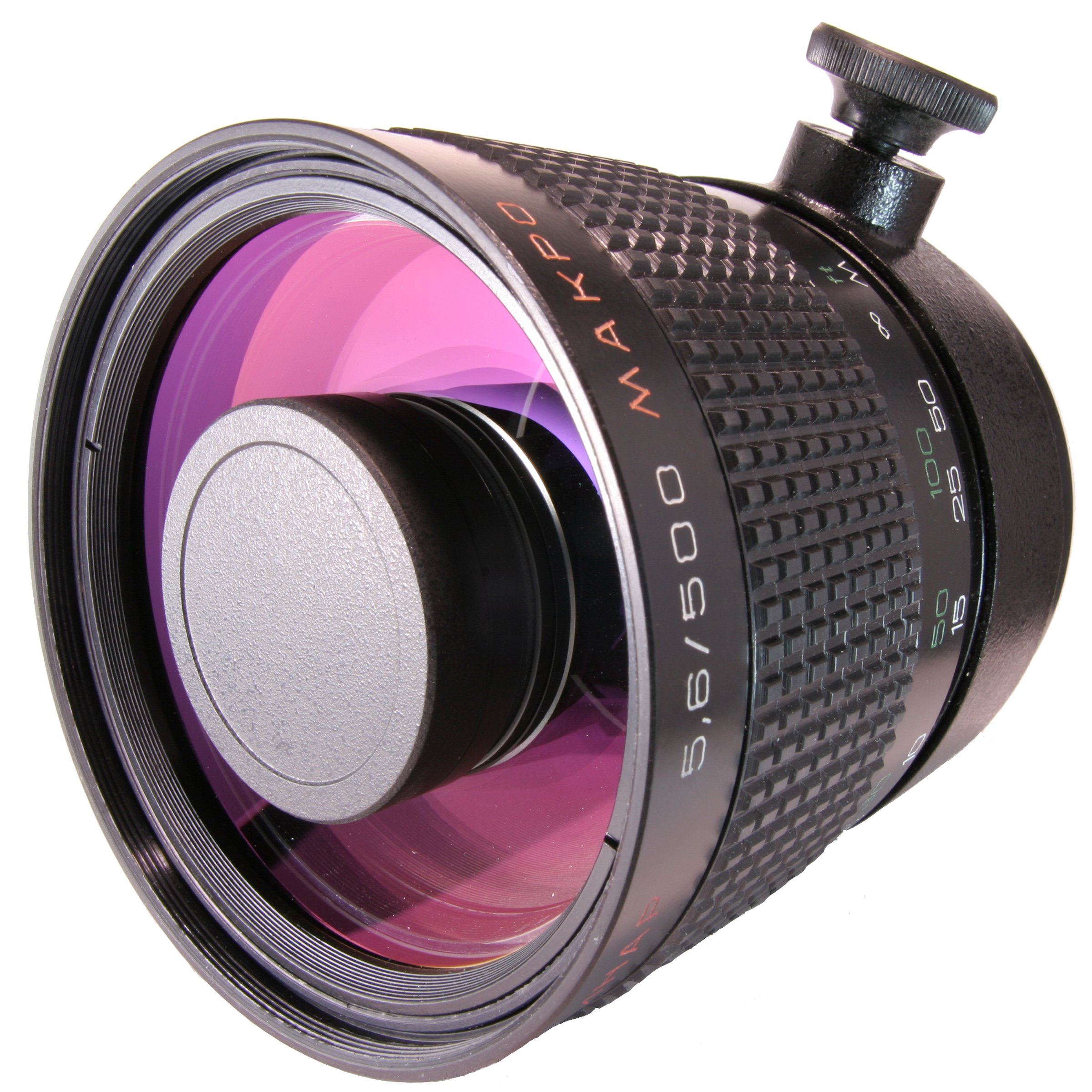
17 mm Brennweite (Weitwinkel). Abstand Objekt (vorderster Punkt) – Bildebene (Sensorfläche): 0,17 m
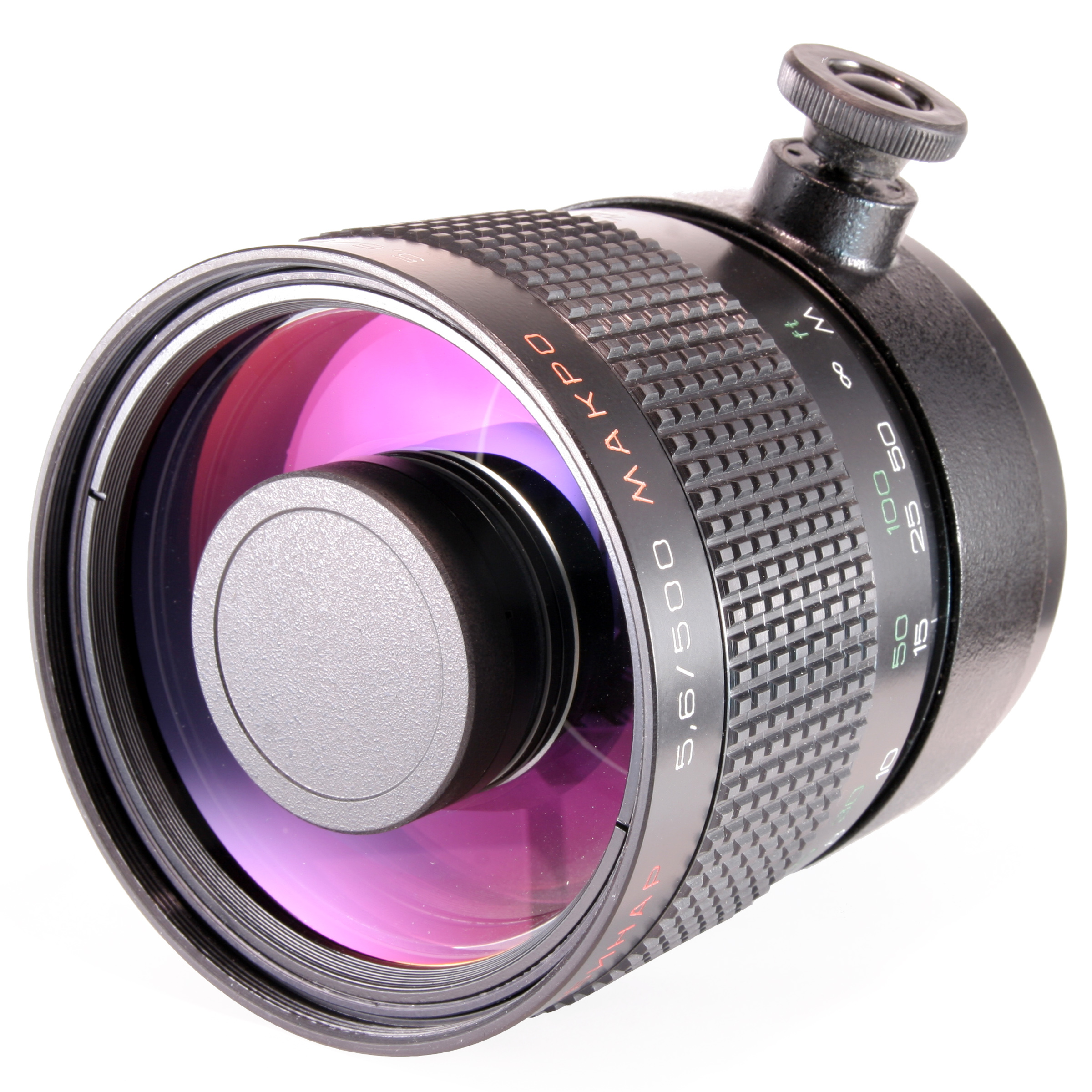
36 mm Brennweite (Normalobjektiv). Abstand Objekt (vorderster Punkt) – Bildebene (Sensorfläche): 0,36 m
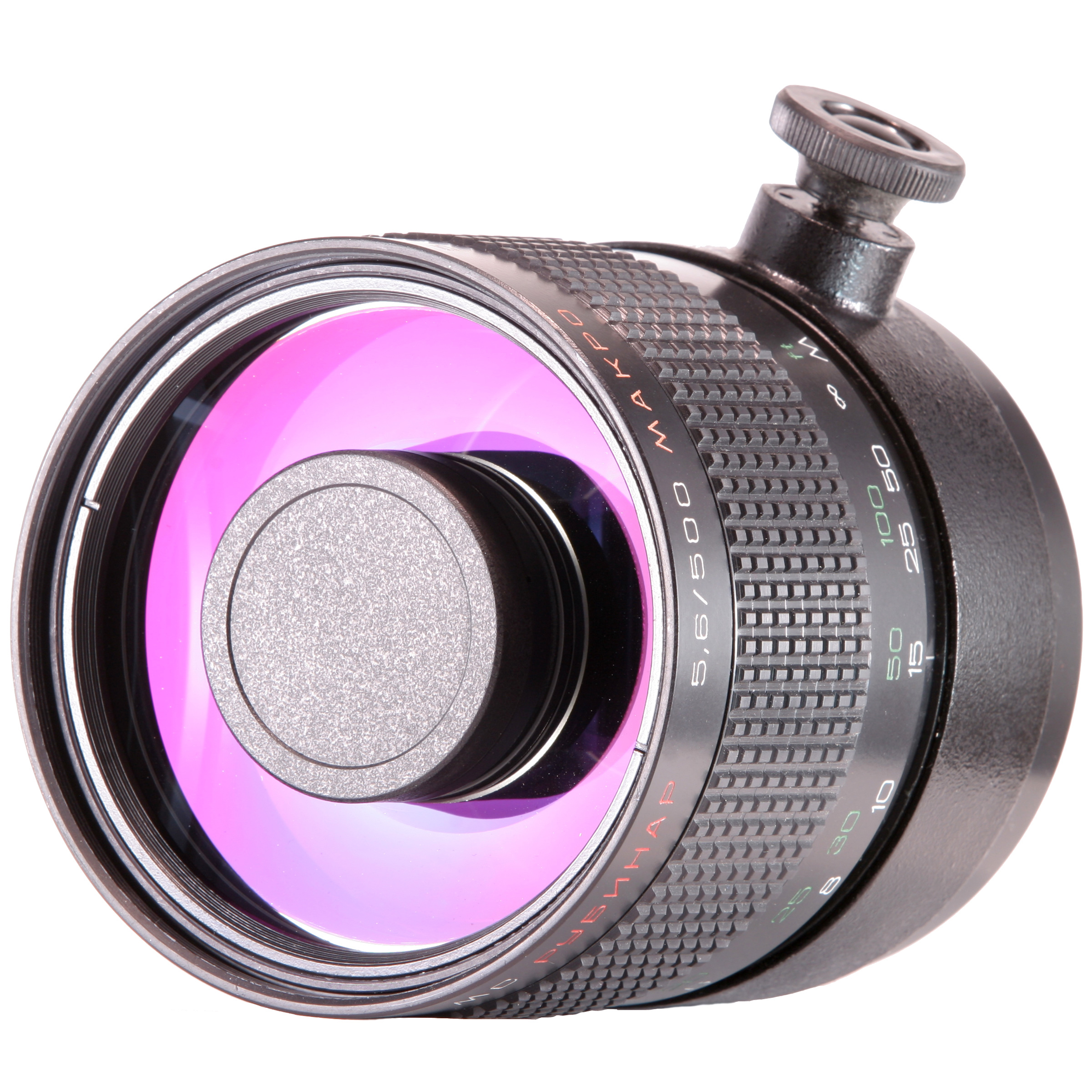
170 mm Brennweite (Teleobjektiv). Abstand Objekt (vorderster Punkt) – Bildebene (Sensorfläche): 1,7 m

Bei Aufnahmen mit unterschiedlichen Brennweiten, aber gleichem Abbildungsmaßstab, ändert sich die perspektivische Darstellung des Objekts infolge unterschiedlichen Aufnahmeabstands. Deutlich erkennbar ist, dass bei der Aufnahme mit dem Weitwinkelobjektiv der Vordergrund des Objektes (ein Fotoobjektiv) stark betont wird. Bei der Aufnahme mit dem Teleobjektiv wird dagegen der Hintergrund stärker betont. Dieser Effekt ist jedoch nicht unmittelbar durch die unterschiedlichen Brennweiten bedingt. Er entsteht durch die Beibehaltung gleichen Abbildungsmaßstabes bei Verwendung unterschiedlicher Brennweiten. Dies wiederum macht verschiedene Abstände vom Objekt erforderlich, die letztlich die Perspektive verändern. Zugunsten eines großen Bildwinkels oder kleinen Aufnahmeabstandes wirkt die Perspektive bei der Verwendung von Weitwinkelobjektiven unnatürlich. Besonders auffällig ist dies bei Porträtaufnahmen. Mit einem Weitwinkelobjektiv werden die kameranahen Gesichtspartien – oft die Nase – unverhältnismäßig groß abgebildet. Mit einem leichten Teleobjektiv – kleinbildäquivalente Brennweite um 80 mm – wirkt das Porträt natürlicher.

#### Brennweitenangaben bei DSLR- und Kompaktkameras

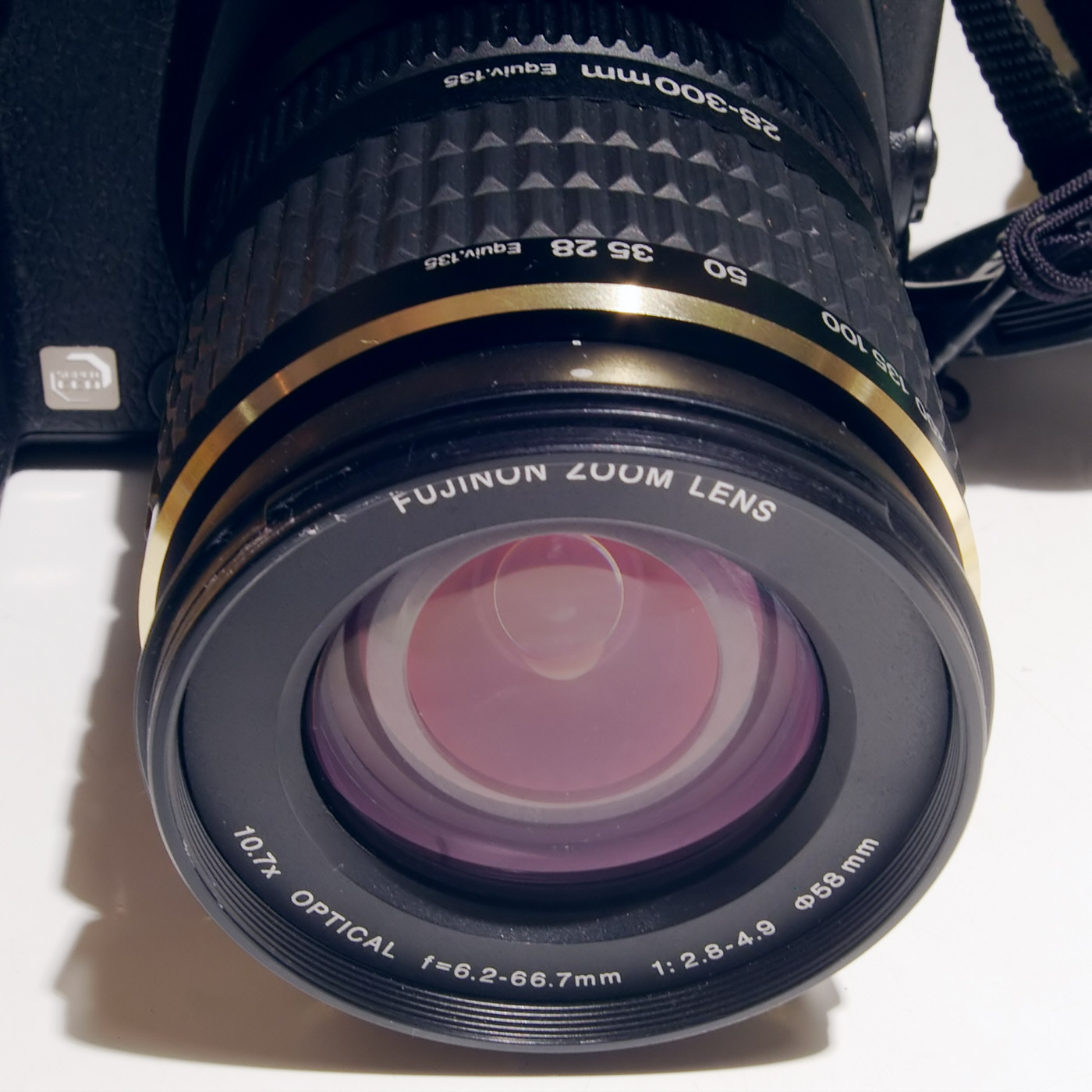
Tatsächliche Brennweite einer digitalen Bridgekamera auf der Frontlinsenfassung eingraviert, zusätzlich kleinbildäquivalente Brennweitenangabe auf der Fassung („Equiv.135“)

Bei Objektiven von Kompaktkameras oder digitalen Spiegelreflexkameras (DSLR) mit kleinem Aufnahmeformat wird gelegentlich zusätzlich auch die kleinbildäquivalente Brennweite angegeben („Equiv.135“ – Die Zahl ist eine oft genutzte Nomenklatur zur Benennung von 35-mm-Standbildaufnahmen. „35“ bedeutet Bewegtbild mit 35-mm-Film und „135“ Standbild mit 35-mm-Film). Sie entspricht der Brennweite einer 24×36-mm-Kleinbildkamera, die denselben Bildwinkel erfasst (siehe Hauptartikel Formatfaktor).

### Projektionsobjektive
Die Entwicklung von Projektionsobjektiven folgt in den vergangenen Jahren zwei verschiedenen Grundlinien. Die traditionellen Projektionsobjektive dienen der Abbildung einer Vorlage auf eine Bildwand, auch Leinwand mittels Licht („Projektion“). Optische Projektionsobjektive werden insbesondere eingesetzt in
- Vergrößerungsgeräten
- Diaprojektoren,
- Episkopen, Epidiaskopen und Antiskopen,
- Filmprojektoren,
- Videoprojektoren und
- Beamern.

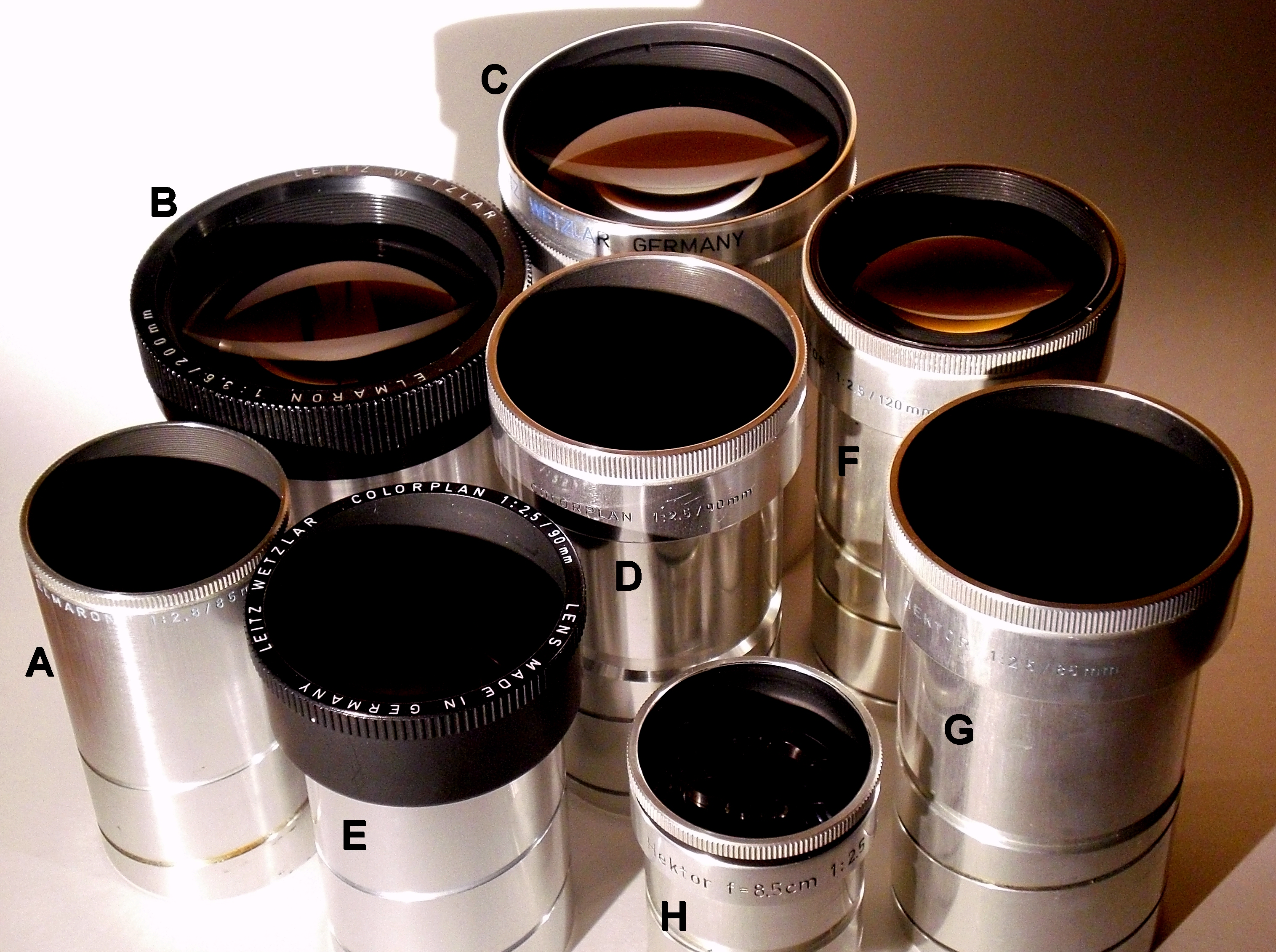
Dia: Leitz Elmaron 1:2,8/85 (A), 1"3,6/200 (B), 1:4/250 (C); Colorplan 1:2,5/90 (D & E); Hektor 1:2,5/120 (F), 1:2,5/100 (G), 1:2,5/85 (H)
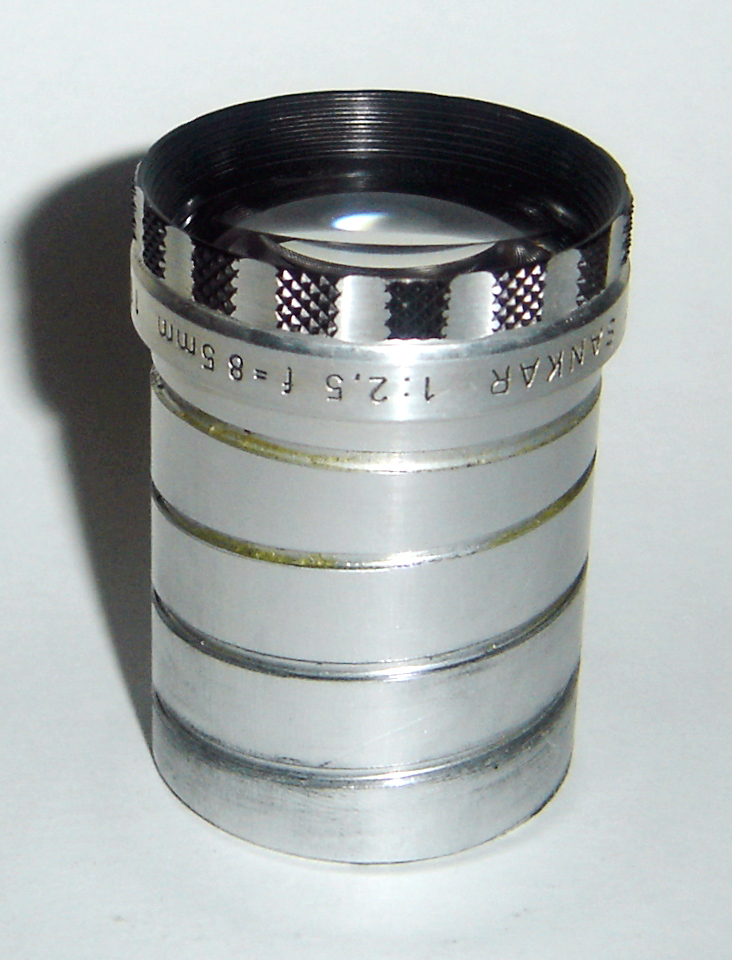
Dia: Ed. Liesegang oHG Sankar 1:2,5/85 mm
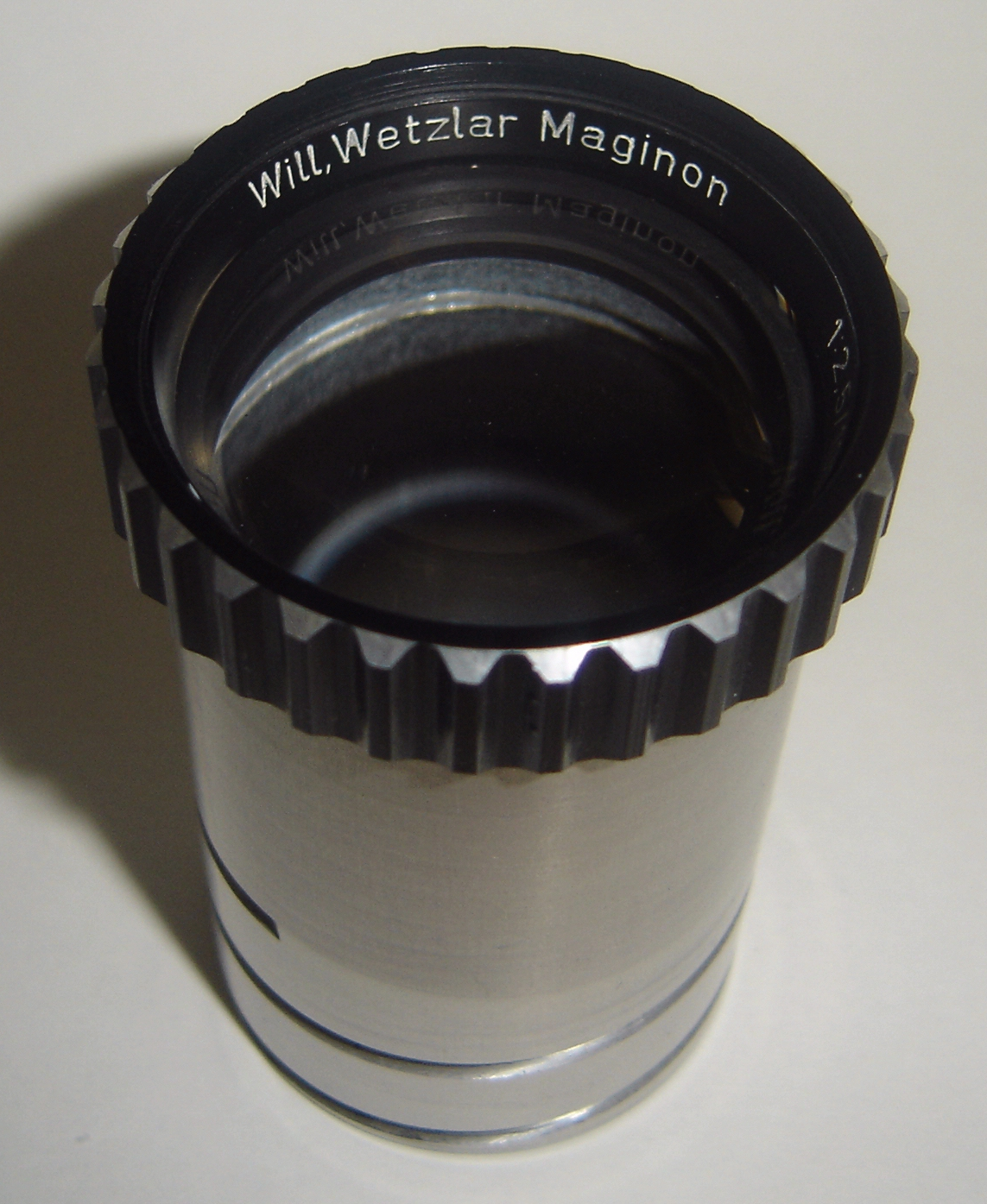
Dia: Will Wetzlar Maginon 1:2,8/100 mm
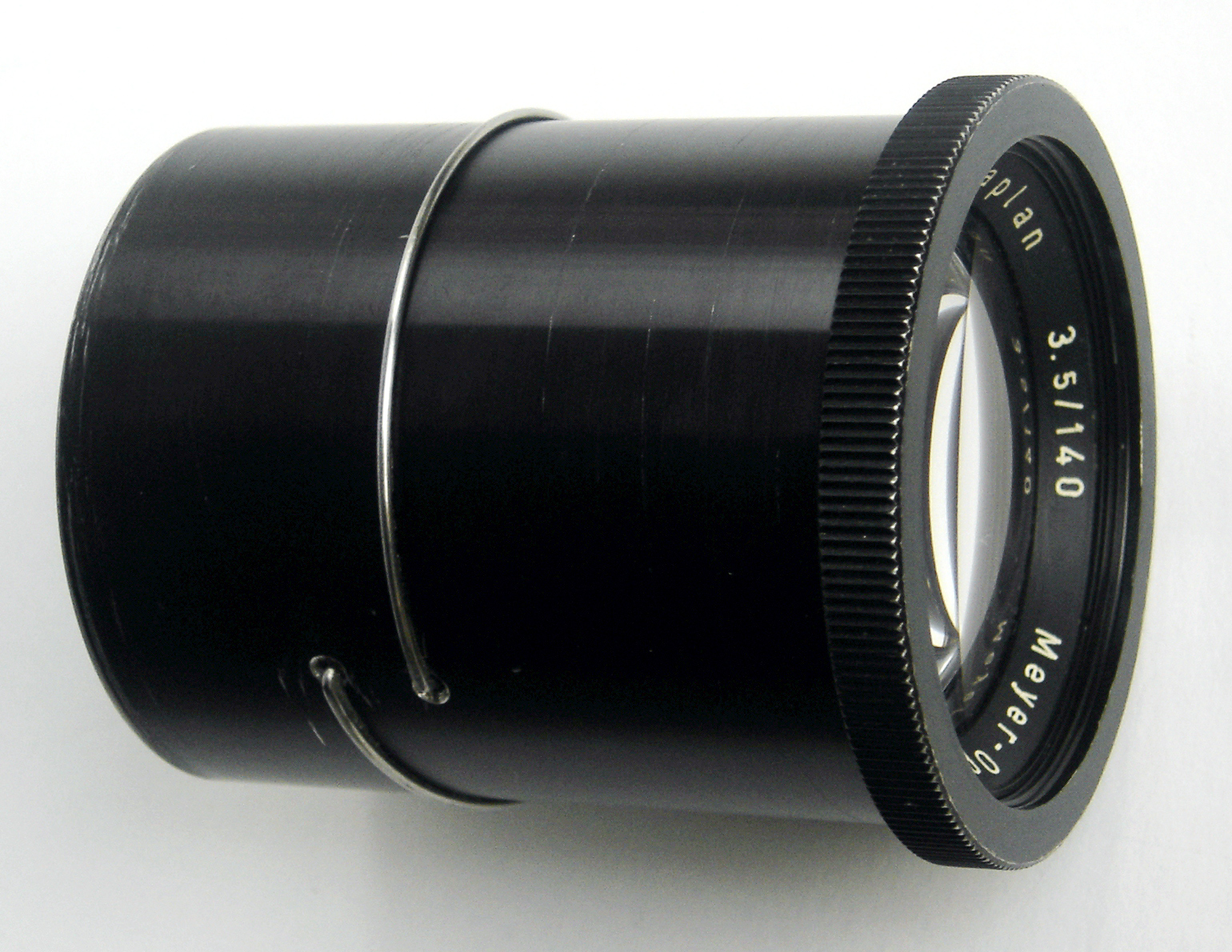
Dia: Meyer-Optik Diaplan 1:3,5/140 mm

Diese Projektionsobjektive sind – bei allen konstruktiven Eigenheiten – mit den Objektiven für die Fotografie nahe verwandt. Neben Dia- und Film-Projektoren benutzen auch Vergrößerungsgeräte für die Fotografie Projektionsobjektive. Die meisten Projektionsobjektive, die in Kleinbild-Diaprojektoren eingesetzt werden, sind von Aufbau her nahe Verwandte des Cooke-Triplets (z. B. Meyer-Optik-Diaplan, Leitz-Elmaron, Will-Wetzlar-Maginon). Auch kompliziertere vier- (z. B. Ed.-Liesegang-oHG-Sankar, Leitz-Hektor) oder fünflinsige (Leitz-Colorplan) Projektionsobjektive kommen vor. Eingesetzt wurden früher auch Doppel-Anastigmaten (z. B. Helioplan von Meyer-Optik). Neben Projektionsobjektiven mit einer festen Brennweite gibt es auch solche mit variabler Brennweite (Zoom-Funktion).
Die Öffnungsverhältnisse von Projektionsobjektiven für Diaprojektoren liegen heute in der Regel bei 1:2,5 bis 1:2,8 für kleinere Räume (Brennweite ca. 85–120 mm). Für größere Räume verringert sich die Apertur auf bis zu 1:4. Projektionsobjektive für die Filmprojektion haben im Vergleich eine in der Regel deutlich höhere Lichtstärke.
In den letzten Jahrzehnten haben sich neue technische Aufgabenbereiche für die Projektion entwickelt. Eine besondere Rolle hat dabei die fotolithografische Strukturierung von Integrierten Schaltkreisen, die hochspezialisierte optische Systeme benötigt. Die Projektion erfolgt hier mit Lasern, für die Objektive mit höchster Abbildungsleistung geschaffen wurden. Um immer feinere Strukturen abbilden zu können, werden Laser kurzer Wellenlänge eingesetzt (2008: 193 nm), für deren Licht nur Quarzglas hinreichend transparent ist.

## Galerie

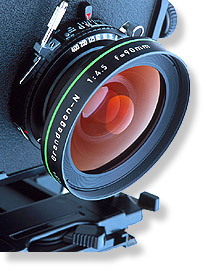
Weitwinkelobjektiv an einer Großformatkamera
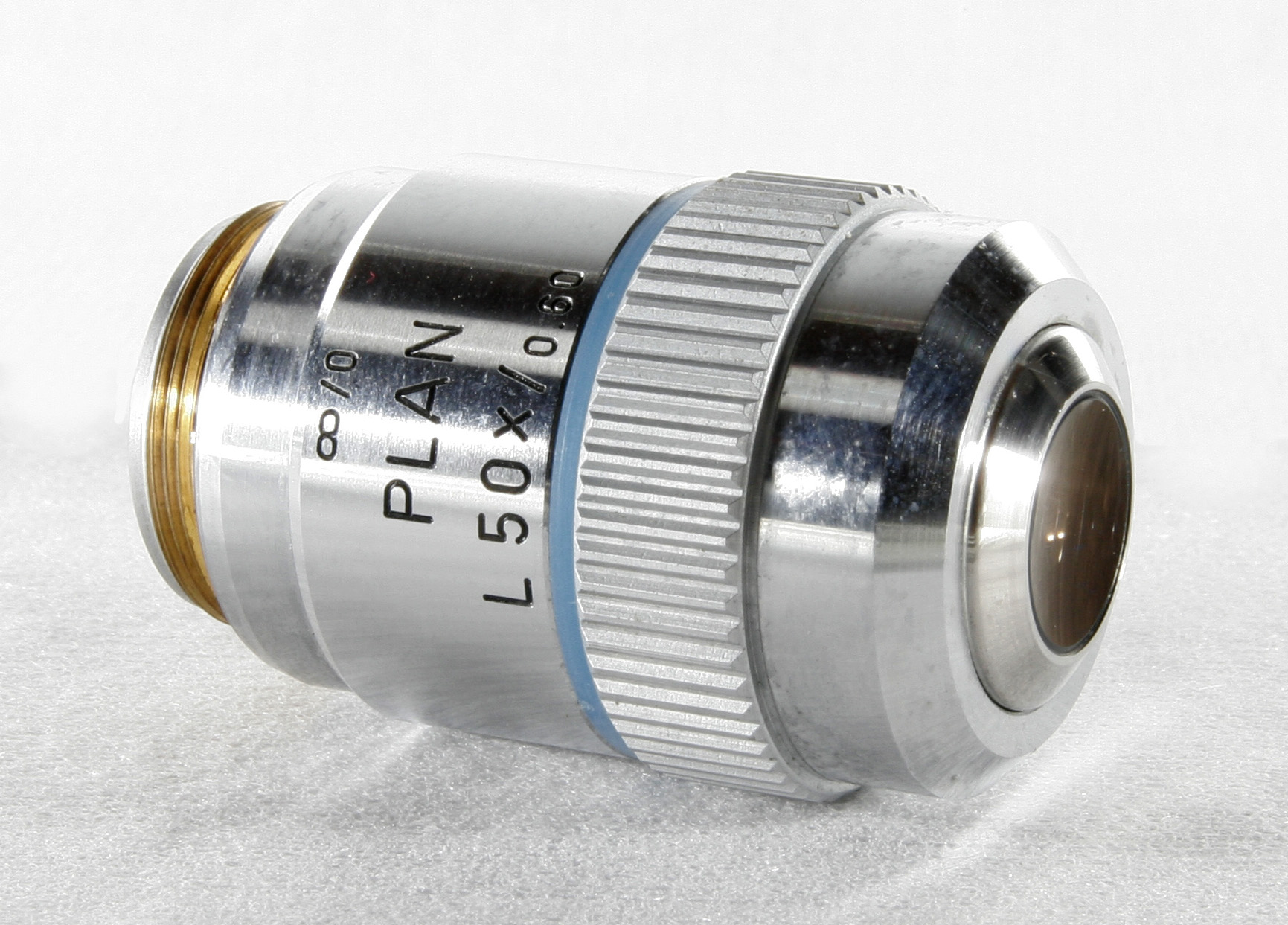
Das Objektiv eines Licht-Mikroskopes
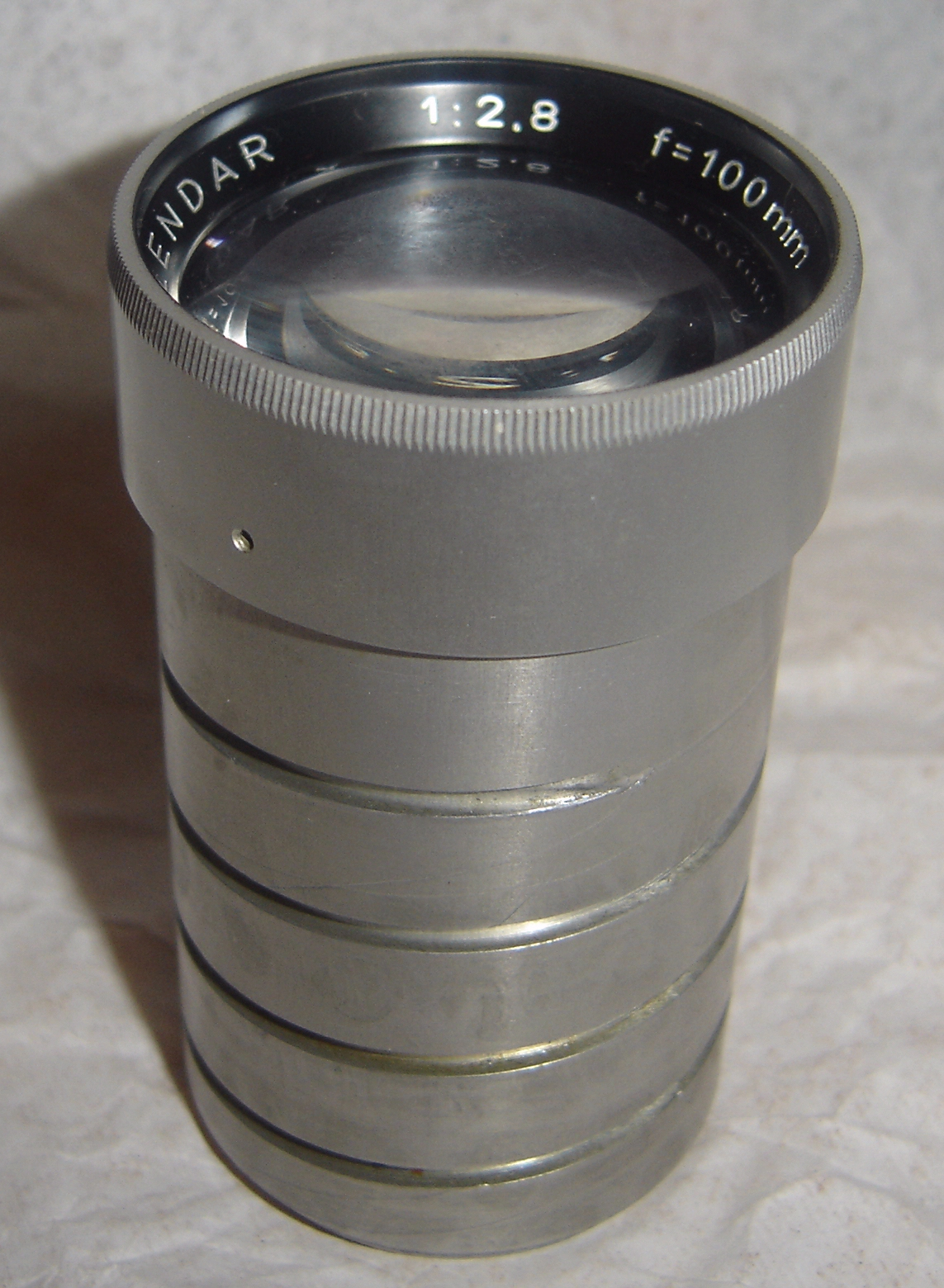
Projektionsobjektiv eines Diaprojektors der 1960er Jahre
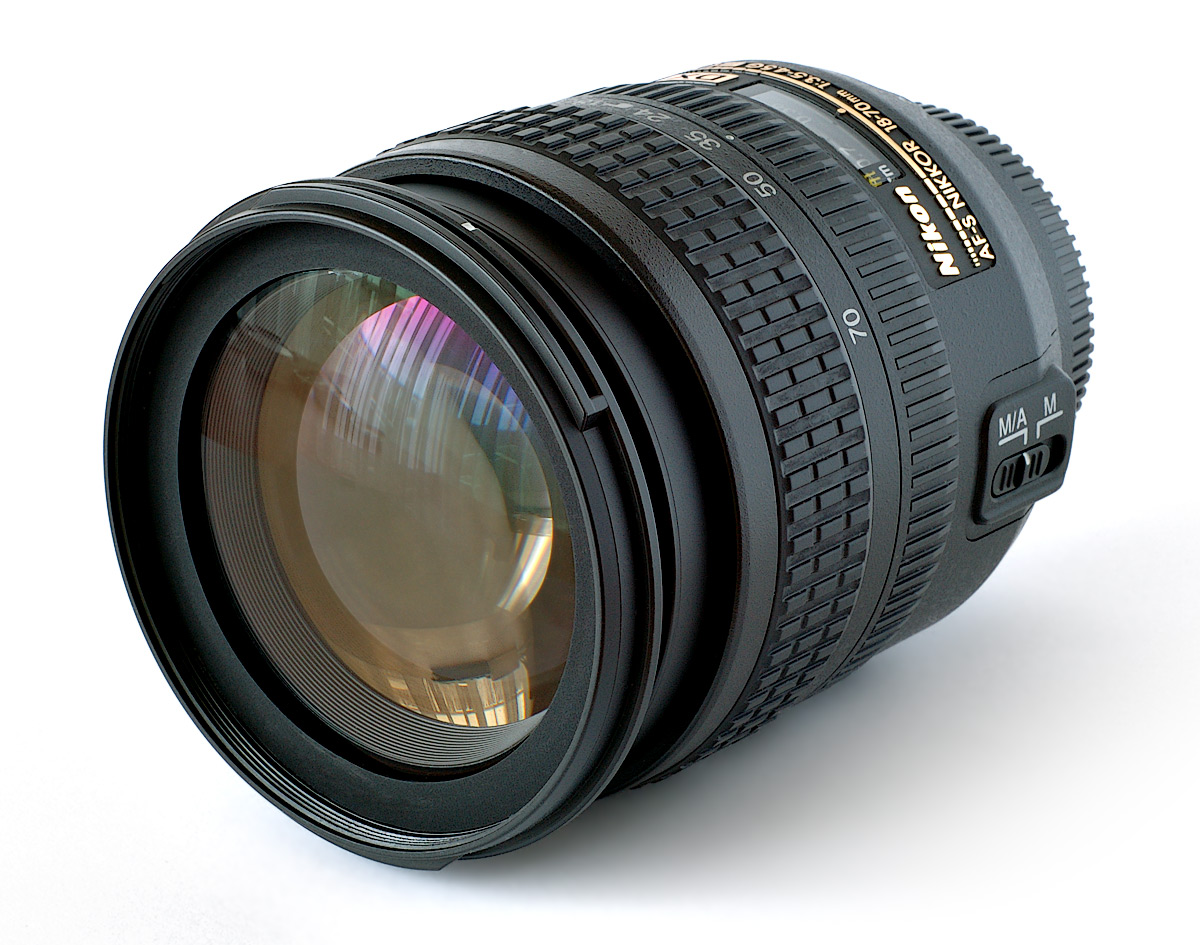
Zoomobjektiv für digitale Spiegelreflexkameras
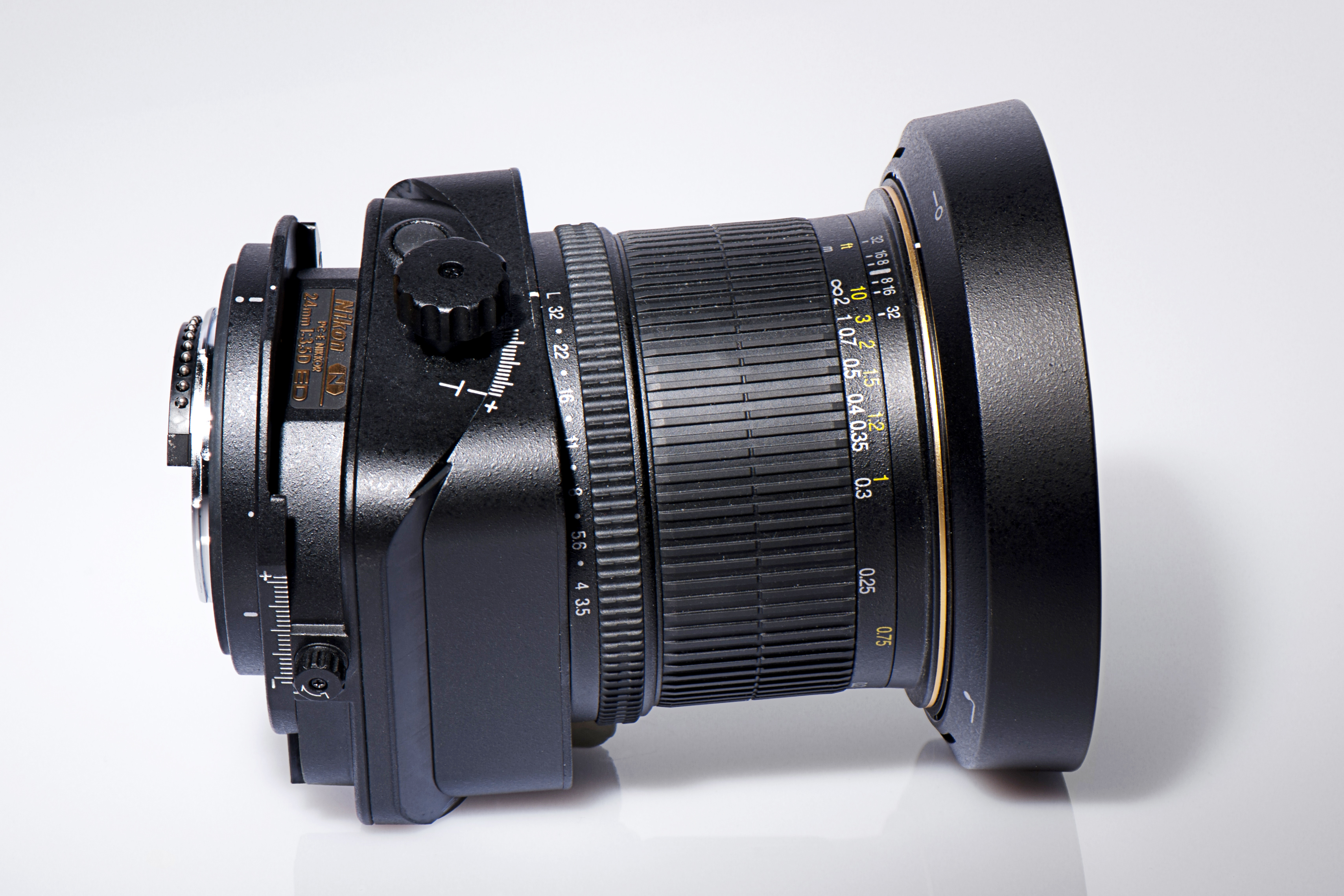
Nikon Tilt-Shift-Objektiv
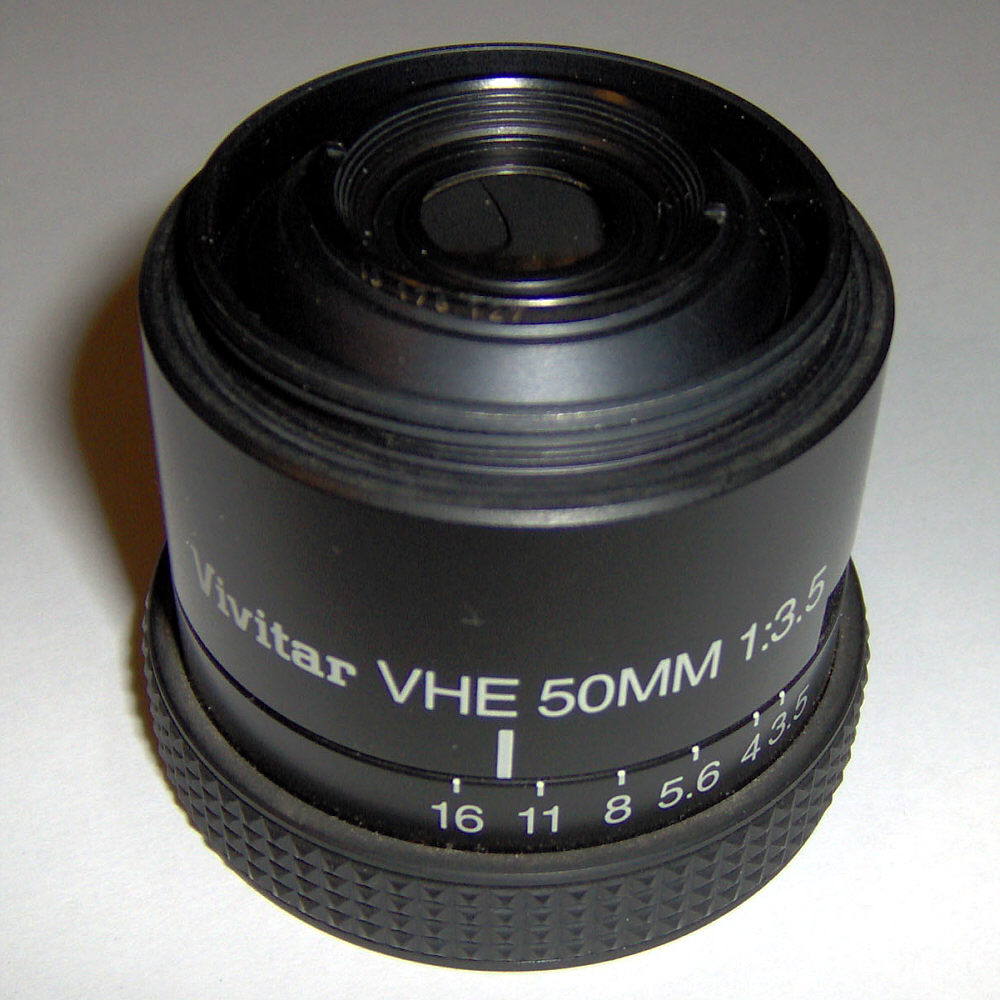
Objektiv mit M-39-Schraubgewinde für Vergrößerungsgeräte
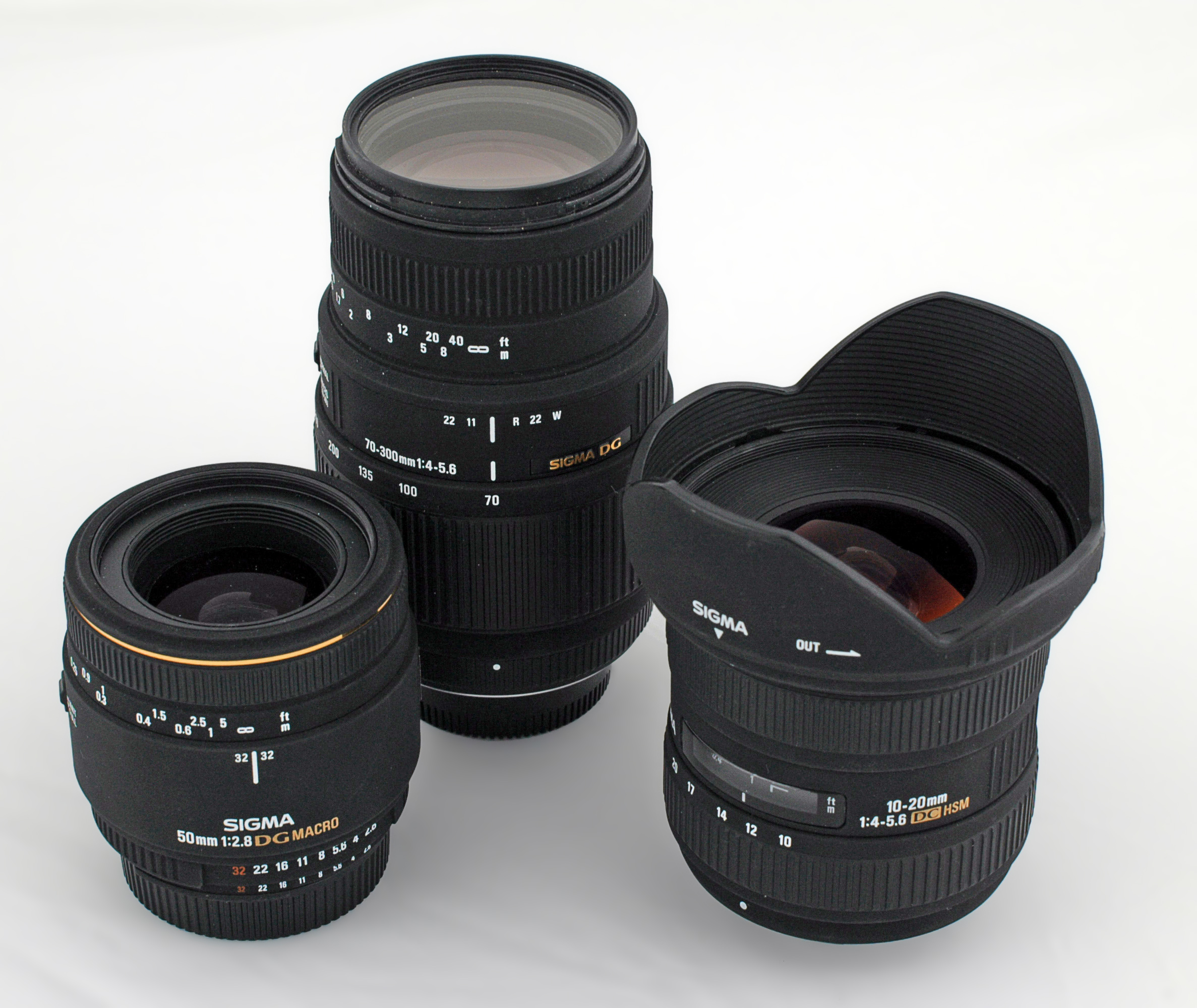
Makro-, Tele- und Weitwinkelobjektiv (v. l. n. r.) im Vergleich